# Championnat du monde masculin de handball 2023
Cet article traite du championnat masculin 2023. Pour le championnat féminin, voir Championnat du monde féminin de handball 2023.
Navigation
Égypte 2021 Croatie, Danemark, Norvège 2025
Le Championnat du monde masculin de handball 2023 est la 28e édition du Championnat du monde masculin de handball qui a lieu du 11 au 29 janvier 2023 en Suède et en Pologne.
Le Danemark, vainqueur en 2019 et 2021, s'impose en finale face à la France et devient la première nation à remporter un troisième titre consécutif. Les Français terminent ainsi parmi les quatre premiers pour la quatorzième fois lors des seize dernières éditions. L'Espagne complète le podium aux dépens du pays hôte, la Suède.

## Présentation

### Lieux de compétition
La compétition se déroule dans neuf villes, quatre en Pologne et cinq en Suède :
| Gdańsk | Płock | Göteborg                                                                       | Göteborg                                                                       | Jönköping                                                                      | Jönköping | Stockholm | Stockholm |
| Ergo Arena | Orlen Arena | Scandinavium                                                                   | Scandinavium                                                                   | Husqvarna Garden                                                               | Husqvarna Garden | Tele2 Arena | Tele2 Arena |
| Capacité : 11 409 | Capacité : 5 492 | Capacité : 12 000                                                              | Capacité : 12 000                                                              | Capacité : 7 000                                                               | Capacité : 7 000 | Capacité : 19 000 | Capacité : 19 000 |
| | |                                                                                |                                                                                |                                                                                | | | |
| [[Fichier:Poland adm location map.svg\|300px\|{{#if:\|{{{alt}}}\|Championnat du monde masculin de handball 2023 est dans la page Pologne .]]Cracovie Gdańsk Katowice Płock | [[Fichier:Poland adm location map.svg\|300px\|{{#if:\|{{{alt}}}\|Championnat du monde masculin de handball 2023 est dans la page Pologne .]]Cracovie Gdańsk Katowice Płock | La Suède, en orange, et la Pologne, en vert sont séparées par la mer Baltique. | La Suède, en orange, et la Pologne, en vert sont séparées par la mer Baltique. | La Suède, en orange, et la Pologne, en vert sont séparées par la mer Baltique. | [[Fichier:Sweden location map, 40south.svg\|250px\|{{#if:\|{{{alt}}}\|Championnat du monde masculin de handball 2023 est dans la page Sud de la Suède .]]Göteborg Stockholm Malmö Jönköping Kristianstad | [[Fichier:Sweden location map, 40south.svg\|250px\|{{#if:\|{{{alt}}}\|Championnat du monde masculin de handball 2023 est dans la page Sud de la Suède .]]Göteborg Stockholm Malmö Jönköping Kristianstad | [[Fichier:Sweden location map, 40south.svg\|250px\|{{#if:\|{{{alt}}}\|Championnat du monde masculin de handball 2023 est dans la page Sud de la Suède .]]Göteborg Stockholm Malmö Jönköping Kristianstad |
| Katowice | Cracovie | Malmö                                                                          | Malmö                                                                          | Malmö                                                                          | Kristianstad | Kristianstad | Kristianstad |
| Spodek | Tauron Arena | Malmö Arena                                                                    | Malmö Arena                                                                    | Malmö Arena                                                                    | Kristianstad Arena | Kristianstad Arena | Kristianstad Arena |
| Capacité : 11 036 | Capacité : 15 030 | Capacité : 13 000                                                              | Capacité : 13 000                                                              | Capacité : 13 000                                                              | Capacité : 4 700 | Capacité : 4 700 | Capacité : 4 700 |
| | |                                                                                |                                                                                |                                                                                | | | |

Le match d'ouverture entre la Pologne et la France a lieu le 11 janvier 2023 dans la Spodek de Katowice et la finale le 29 janvier 2023 dans la Tele2 Arena de Stockholm.

### Qualifications
Les règles de qualifications sont :
- 2 places pour les pays organisateurs,
- 1 place pour le tenant du titre,
- en plus de 4 places attribuées pour l'Afrique, pour les Amériques (1 pour la zone Amérique du Nord et Caraïbes et 3 pour l'Amérique du Sud et Centrale), pour l'Asie et pour l'Europe, 11 places dites de « performance » sont offertes aux différents continents en fonction du classement (places 1 à 11) du Mondial précédent.
- 0 ou 1 place pour l'Océanie, au cas où l'équipe de ce continent termine cinquième ou mieux au Championnat d'Asie
- 1 ou 2 invitation(s) (Wild card), suivant le cas de l'Océanie.

En conséquence du classement final du championnat du monde 2021, la distribution des 11 places « performance »  pour le Championnat du monde 2021 est la suivante :
- Afrique : 1 place  (en plus des 4 places prévues)
- Amérique (du Sud et Centrale) : 1 place (en plus des 4 places prévues)
- Asie : 1 place  (en plus des 4 places prévues)
- Europe : 8 places (en plus des 4 places prévues).

Dès lors, la distribution des 32 places est la suivante :
| Continent                            | Places | Moyen de qualification                     | Date                            | Nations qualifiées                                                                              |
| ------------------------------------ | ------ | ------------------------------------------ | ------------------------------- | ----------------------------------------------------------------------------------------------- |
| —                                    | 2      | Organisateur                               | 6 novembre 2015                 | Pologne, Suède                                                                                  |
| —                                    | 1      | Championnat du monde 2021                  | 31 janvier 2021                 | Danemark                                                                                        |
| Amérique du Sud et centrale (SCAHC)  | 4      | Championnat d'Am. Sud et centrale 2022     | 25-29 janvier 2022              | Brésil, Argentine, Chili, Uruguay                                                               |
| Asie (AHF)                           | 5      | Championnat d'Asie 2022                    | 18-31 janvier 2022              | Qatar, Bahreïn, Arabie saoudite, Iran, Corée du Sud                                             |
| Océanie (OCHF)                       | 0      | Championnat d'Asie 2022                    | 18-31 janvier 2022              | néant                                                                                           |
| Europe (EHF)                         | 3      | Championnat d'Europe 2022                  | 14-30 janvier 2022              | Espagne, France, Norvège                                                                        |
| Europe (EHF)                         | 9      | Qualifications européennes (en)            | 3 novembre 2021 - 16 avril 2022 | Allemagne, Belgique, Croatie, Hongrie, Islande, Macédoine du Nord, Monténégro, Portugal, Serbie |
| —                                    | 2      | Invitation (Wild card)                     | 28 juin 2022                    | Pays-Bas, Slovénie                                                                              |
| Amérique du Nord et Caraïbes (NACHC) | 1      | Championnat d'Am. du Nord et Caraïbes 2022 | 26-30 juin 2022                 | États-Unis                                                                                      |
| Afrique (CAHB)                       | 5      | Championnat d'Afrique 2022                 | 11-18 juillet 2022              | Égypte, Cap-Vert, Maroc, Tunisie, Algérie                                                       |

Parmi les équipes non qualifiées, on trouve le Japon (contraint de déclarer forfait du Championnat d'Asie 2022 à cause du Covid-19), l'Autriche et la Tchéquie (éliminés en qualifications (en)). Enfin, en conséquence de l'invasion de l'Ukraine par la Russie, trois équipes n'ont pas pu participer aux qualifications (en) : la Biélorussie et la Russie ont été sanctionnés par l'EHF et l'Ukraine a dû déclarer forfait.

## Acteurs du championnat du monde

### Équipes qualifiées
| Nation            | Apparitions précédentes | Apparitions précédentes | Apparitions précédentes |
| Nation            | Nb                      | Titres                  | Participations |
| ----------------- | ----------------------- | ----------------------- | --- |
| Algérie           | 15                      | 0                       | 1974, 1982, 1986, 1990, 1995, 1997, 1999, 2001, 2003, 2005, 2009, 2011, 2013, 2015, 2021                                                                   |
| Allemagne         | 26                      | 3                       | 1938, 1954, 1958, 1961, 1964, 1967, 1970, 1974, 1978, 1982, 1986, 1990, 1993, 1995, 1999, 2001, 2003, 2005, 2007, 2009, 2011, 2013, 2015, 2017, 2019, 2021 |
| Arabie saoudite   | 9                       | 0                       | 1997, 1999, 2001, 2003, 2009, 2013, 2015, 2017, 2019 |
| Argentine         | 13                      | 0                       | 1997, 1999, 2001, 2003, 2005, 2007, 2009, 2011, 2013, 2015, 2017, 2019, 2021                                                                               |
| Bahreïn           | 4                       | 0                       | 2011, 2017, 2019, 2021 |
| Belgique          | 0                       | 0                       | Première participation |
| Brésil            | 15                      | 0                       | 1958, 1995, 1997, 1999, 2001, 2003, 2005, 2007, 2009, 2011, 2013, 2015, 2017, 2019, 2021                                                                   |
| Cap-Vert          | 1                       | 0                       | 2021 |
| Chili             | 6                       | 0                       | 2011, 2013, 2015, 2017, 2019, 2021 |
| Corée du Sud      | 13                      | 0                       | 1986, 1990, 1993, 1995, 1997, 1999, 2001, 2007, 2009, 2011, 2013, 2019, 2021                                                                               |
| Croatie           | 14                      | 1                       | 1995, 1997, 1999, 2001, 2003, 2005, 2007, 2009, 2011, 2013, 2015, 2017, 2019, 2021                                                                         |
| Danemark          | 24                      | 2                       | 1938, 1954, 1958, 1961, 1964, 1967, 1970, 1974, 1978, 1982, 1986, 1993, 1995, 1999, 2003, 2005, 2007, 2009, 2011, 2013, 2015, 2017, 2019, 2021             |
| Espagne           | 21                      | 2                       | 1958, 1974, 1978, 1982, 1986, 1990, 1993, 1995, 1997, 1999, 2001, 2003, 2005, 2007, 2009, 2011, 2013, 2015, 2017, 2019, 2021                               |
| Égypte            | 16                      | 0                       | 1964, 1993, 1995, 1997, 1999, 2001, 2003, 2005, 2007, 2009, 2011, 2013, 2015, 2017, 2019, 2021                                                             |
| États-Unis        | 6                       | 0                       | 1964, 1970, 1974, 1993, 1995, 2001 |
| France            | 23                      | 6                       | 1954, 1958, 1961, 1964, 1967, 1970, 1978, 1990, 1993, 1995, 1997, 1999, 2001, 2003, 2005, 2007, 2009, 2011, 2013, 2015, 2017, 2019, 2021                   |
| Hongrie           | 21                      | 0                       | 1958, 1964, 1967, 1970, 1974, 1978, 1982, 1986, 1990, 1993, 1995, 1997, 1999, 2003, 2007, 2009, 2011, 2013, 2017, 2019, 2021                               |
| Iran              | 1                       | 0                       | 2015 |
| Islande           | 21                      | 0                       | 1958, 1961, 1964, 1970, 1974, 1978, 1986, 1990, 1993, 1995, 1997, 2001, 2003, 2005, 2007, 2001, 2013, 2015, 2017, 2019, 2021                               |
| Macédoine du Nord | 8                       | 0                       | 1999, 2009, 2013, 2015, 2017, 2019, 2021 |
| Maroc             | 7                       | 0                       | 1995, 1997, 1999, 2001, 2003, 2007, 2021 |
| Monténégro        | 1                       | 0                       | 2013 |
| Norvège           | 16                      | 0                       | 1958, 1961, 1964, 1967, 1970, 1993, 1997, 1999, 2001, 2005, 2007, 2009, 2011, 2017, 2019, 2021                                                             |
| Pays-Bas          | 1                       | 0                       | 1961 |
| Pologne           | 16                      | 0                       | 1958, 1967, 1970, 1974, 1978, 1982, 1986, 1990, 2003, 2007, 2009, 2011, 2013, 2015, 2017, 2021                                                             |
| Portugal          | 4                       | 0                       | 1997, 2001, 2003, 2021 |
| Qatar             | 8                       | 0                       | 2003, 2005, 2007, 2013, 2015, 2017, 2019, 2021 |
| Serbie            | 19                      | 1                       | 1958, 1961, 1964, 1967, 1970, 1974, 1978, 1982, 1986, 1990, 1997, 1999, 2001, 2003, 2005, 2009, 2011, 2013, 2019                                           |
| Slovénie          | 9                       | 0                       | 1995, 2001, 2003, 2005, 2007, 2013, 2015, 2017, 2021 |
| Suède             | 25                      | 4                       | 1938, 1954, 1958, 1961, 1964, 1967, 1970, 1974, 1978, 1982, 1986, 1990, 1993, 1995, 1997, 1999, 2001, 2003, 2005, 2009, 2011, 2015, 2017, 2019, 2021       |
| Tunisie           | 15                      | 0                       | 1967, 1995, 1997, 1999, 2001, 2003, 2005, 2007, 2009, 2011, 2013, 2015, 2017, 2019, 2021                                                                   |
| Uruguay           | 1                       | 0                       | 2021 |

Remarques
- en gras et en italique sont indiqués respectivement le champion et le pays hôte de l'édition concernée.
- La Roumanie, titrée en 1961, 1964, 1970 et 1974, et la République Tchèque, héritière de la Tchécoslovaquie, titrée en 1967, ne se sont pas qualifiées. La Russie, héritière de l’URSS, titrée en 1982, puis titrée en 1993 et 1997, n’a pas participé aux sélections pour cause de sanctions.

En se fondant sur les événements qualificatifs pour le Mondial, la fédération internationale de handball (IHF) a défini les pots suivants en vue du tirage au sort réalisé le 2 juillet 2022 : 
| Pot 1                                                          | Pot 2                                                                       | Pot 3                                                                 | Pot 4                                                                  |
| -------------------------------------------------------------- | --------------------------------------------------------------------------- | --------------------------------------------------------------------- | ---------------------------------------------------------------------- |
| Danemark Suède Espagne France Norvège Islande Allemagne Égypte | Qatar Croatie Belgique Brésil Portugal Pologne Monténégro Macédoine du Nord | Serbie Hongrie Argentine Bahreïn Arabie saoudite Cap-Vert Chili Maroc | Uruguay Tunisie Algérie Iran Corée du Sud États-Unis Pays-Bas Slovénie |

### Arbitres
La liste de 25 paires de juges-arbitres a été dévoilée par I'IHF le 16 novembre 2022 :
- Youcef Belkhiri et Sid Ali Hamidi
- Maike Merz et Tanja Kuttler
- Robert Schulze et Tobias Tönnies
- Julian Grillo et Sebastián Lenci
- María Paolantoni et Mariana García
- Amar Konjičanin et Dino Konjičanin
- Koo Bon-ok et Lee Se-ok
- Matija Gubica et Boris Milošević
- Václav Horáček et Jiři Novotný
- Mads Hansen et Jesper Madsen
- Alaa Emam et Hossam Hedaia
- Igancio García et Andreu Marín
- Charlotte et Julie Bonaventura
- Karim Gasmi et Raouf Gasmi
- Ádám Bíró et Olivér Kiss
- Mindaugas Gatelis et Vaidas Mažeika
- Gjorgji Nachevski et Slave Nikolov
- Ivan Pavićević et Miloš Ražnatović
- Håvard Kleven et Lars Jørum
- Duarte Santos et Ricardo Fonseca
- Marko Sekulić et Vladimir Jovandić
- Bojan Lah et David Sok
- Mirza Kurtagic et Mattias Wetterwik
- Arthur Brunner et Morad Salah
- Kürşad Erdoğan et Ibrahim Özdeniz

### Effectifs
Chaque équipe peut remplacer jusqu'à cinq joueurs à tout moment (par exemple, chaque équipe peut ajouter cinq nouveaux joueurs ou peut ajouter un joueur qui a déjà été remplacé une fois). Les joueurs peuvent être remplacés uniquement par des joueurs indiqués dans la liste provisoire des 35 joueurs.
Néanmoins, si un joueur est déclaré positif au Covid-19 et n'est pas donc autoristé à jouer, son remplacement par un autre joueur n'est pas compatabilisé parmi cinq remplacements auxquels chaque équipe a droit. Ceci n'est valable que pour les remplacements dans les 48 heures suivant la connaissance de l'infection du joueur concerné.
Dans le cas où un joueur suspendu est remplacé par un autre joueur, le nouveau joueur ne peut jouer qu'après l'expiration de la suspension.
Enfin, si une équipe a inscrit moins que le nombre de joueurs autorisés dans la liste définitive, elle pourra inscrire un joueur supplémentaire de la liste provisoire pendant la compétition. L'enregistrement tardif doit être effectué au plus tard le jour du match concerné.

## Phase préliminaire
- Qualifié pour le tour principal.
- Reversé en coupe du président.

### Groupe A
|   | Équipe     | Pts | J | G | N | P | Bp | Bc | Diff |
| - | ---------- | --- | - | - | - | - | -- | -- | ---- |
| 1 | Espagne    | 6   | 3 | 3 | 0 | 0 | 99 | 73 | 26   |
| 2 | Monténégro | 4   | 3 | 2 | 0 | 1 | 94 | 94 | 0    |
| 3 | Iran       | 2   | 3 | 1 | 0 | 2 | 78 | 93 | -15  |
| 4 | Chili      | 0   | 3 | 0 | 0 | 3 | 83 | 94 | -11  |

| 12 janvier 2023 18h00 | Chili              | 24 – 25   | Iran                  | Tauron Arena Kraków, Cracovie Affluence : 1 007 Arbitrage : A. et D. Konjičanin |
| 12 janvier 2023 18h00 | Erwin Feuchtmann 6 | (11 – 13) | Mohammad Reza Oraei 7 | Tauron Arena Kraków, Cracovie Affluence : 1 007 Arbitrage : A. et D. Konjičanin |
| 12 janvier 2023 18h00 | ×2                 | Rapport   | ×2 ×8 ×1              | Tauron Arena Kraków, Cracovie Affluence : 1 007 Arbitrage : A. et D. Konjičanin |

| 12 janvier 2023 20h30 | Espagne            | 30 – 25   | Monténégro       | Tauron Arena Kraków, Cracovie Affluence : 1 808 Arbitrage : Brunner et Salah |
| 12 janvier 2023 20h30 | Kauldi Odriozola 6 | (15 – 12) | Branko Vujović 7 | Tauron Arena Kraków, Cracovie Affluence : 1 808 Arbitrage : Brunner et Salah |
| 12 janvier 2023 20h30 | ×4                 | Rapport   | ×6               | Tauron Arena Kraków, Cracovie Affluence : 1 808 Arbitrage : Brunner et Salah |

| 14 janvier 2023 18h00 | Monténégro       | 34 – 31   | Iran                  | Tauron Arena Kraków, Cracovie Affluence : 2 600 Arbitrage : Santos et Fonseca |
| 14 janvier 2023 18h00 | Miloš Vujović 10 | (19 – 16) | Oraei, Sadeghi (en) 7 | Tauron Arena Kraków, Cracovie Affluence : 2 600 Arbitrage : Santos et Fonseca |
| 14 janvier 2023 18h00 | ×2               | Rapport   | ×1 ×4                 | Tauron Arena Kraków, Cracovie Affluence : 2 600 Arbitrage : Santos et Fonseca |

| 14 janvier 2023 20h30 | Espagne           | 34 – 26   | Chili              | Tauron Arena Kraków, Cracovie Affluence : 3 150 Arbitrage : Emam et Hedaida |
| 14 janvier 2023 20h30 | Alex Dujshebaev 6 | (18 – 15) | Erwin Feuchtmann 8 | Tauron Arena Kraków, Cracovie Affluence : 3 150 Arbitrage : Emam et Hedaida |
| 14 janvier 2023 20h30 | ×3                | Rapport   | ×3 ×4              | Tauron Arena Kraków, Cracovie Affluence : 3 150 Arbitrage : Emam et Hedaida |

| 16 janvier 2023 18h00 | Monténégro       | 35 – 33   | Chili              | Tauron Arena Kraków, Cracovie Affluence : 1 100 Arbitrage : Erdoğan et Özdeniz |
| 16 janvier 2023 18h00 | Miloš Vujović 12 | (20 – 18) | Erwin Feuchtmann 9 | Tauron Arena Kraków, Cracovie Affluence : 1 100 Arbitrage : Erdoğan et Özdeniz |
| 16 janvier 2023 18h00 | ×2 ×6 ×1         | Rapport   | ×1 ×2              | Tauron Arena Kraków, Cracovie Affluence : 1 100 Arbitrage : Erdoğan et Özdeniz |

| 16 janvier 2023 20h30 | Iran            | 22 – 35   | Espagne               | Tauron Arena Kraków, Cracovie Affluence : 1 403 Arbitrage : Koo et Lee |
| 16 janvier 2023 20h30 | Trois joueurs 4 | (11 – 21) | A. Dujshebaev, Solé 6 | Tauron Arena Kraków, Cracovie Affluence : 1 403 Arbitrage : Koo et Lee |
| 16 janvier 2023 20h30 | ×1 ×4           | Rapport   | ×2                    | Tauron Arena Kraków, Cracovie Affluence : 1 403 Arbitrage : Koo et Lee |

### Groupe B
|   | Équipe          | Pts | J | G | N | P | Bp  | Bc  | Diff |
| - | --------------- | --- | - | - | - | - | --- | --- | ---- |
| 1 | France          | 6   | 3 | 3 | 0 | 0 | 102 | 78  | 24   |
| 2 | Slovénie        | 4   | 3 | 2 | 0 | 1 | 96  | 77  | 19   |
| 3 | Pologne         | 2   | 3 | 1 | 0 | 2 | 74  | 82  | -8   |
| 4 | Arabie saoudite | 0   | 3 | 0 | 0 | 3 | 66  | 101 | -35  |

| 11 janvier 2023 21h00 | France     | 26 – 24   | Pologne        | Spodek, Katowice Affluence : 9 999 Arbitrage : Kurtagic et Wetterwik |
| 11 janvier 2023 21h00 | Dika Mem 6 | (14 – 13) | Szymon Sićko 7 | Spodek, Katowice Affluence : 9 999 Arbitrage : Kurtagic et Wetterwik |
| 11 janvier 2023 21h00 | ×1 ×4      | Rapport   | ×1 ×2          | Spodek, Katowice Affluence : 9 999 Arbitrage : Kurtagic et Wetterwik |

| 12 janvier 2023 18h00 | Arabie saoudite          | 19 – 33  | Slovénie    | Spodek, Katowice Affluence : 1 371 Arbitrage : Erdoğan et Özdeniz |
| 12 janvier 2023 18h00 | Abdulrahman Almuwallad 4 | (8 – 16) | Blaž Janc 6 | Spodek, Katowice Affluence : 1 371 Arbitrage : Erdoğan et Özdeniz |
| 12 janvier 2023 18h00 | ×4 ×1                    | Rapport  | ×4          | Spodek, Katowice Affluence : 1 371 Arbitrage : Erdoğan et Özdeniz |

| 14 janvier 2023 18h00 | France        | 41 – 23   | Arabie saoudite      | Spodek, Katowice Affluence : 6 200 Arbitrage : Koo et Lee |
| 14 janvier 2023 18h00 | Yanis Lenne 8 | (24 – 14) | Al-Abbas, Al-Salem 5 | Spodek, Katowice Affluence : 6 200 Arbitrage : Koo et Lee |
| 14 janvier 2023 18h00 | ×1            | Rapport   | ×1 (banc) ×3 ×1      | Spodek, Katowice Affluence : 6 200 Arbitrage : Koo et Lee |

| 14 janvier 2023 20h30 | Pologne            | 23 – 32   | Slovénie       | Spodek, Katowice Affluence : 9 999 Arbitrage : Horáček et Novotný |
| 14 janvier 2023 20h30 | Arkadiusz Moryto 6 | (11 – 17) | Jure Dolenec 7 | Spodek, Katowice Affluence : 9 999 Arbitrage : Horáček et Novotný |
| 14 janvier 2023 20h30 | ×5                 | Rapport   | ×6             | Spodek, Katowice Affluence : 9 999 Arbitrage : Horáček et Novotný |

| 16 janvier 2023 18h00 | Slovénie     | 31 – 35   | France         | Spodek, Katowice Affluence : 6 400 Arbitrage : Brunner et Salah |
| 16 janvier 2023 18h00 | Aleks Vlah 9 | (14 - 16) | Mahé, Remili 7 | Spodek, Katowice Affluence : 6 400 Arbitrage : Brunner et Salah |
| 16 janvier 2023 18h00 | ×1 ×3        | Rapport   | ×6             | Spodek, Katowice Affluence : 6 400 Arbitrage : Brunner et Salah |

| 16 janvier 2023 20h30 | Pologne            | 27 – 24   | Arabie saoudite          | Spodek, Katowice Affluence : 9 999 Arbitrage : Santos et Fonseca |
| 16 janvier 2023 20h30 | Arkadiusz Moryto 9 | (13 – 12) | Abdullah Al-Abbas (en) 5 | Spodek, Katowice Affluence : 9 999 Arbitrage : Santos et Fonseca |
| 16 janvier 2023 20h30 | ×7                 | Rapport   | ×1                       | Spodek, Katowice Affluence : 9 999 Arbitrage : Santos et Fonseca |

### Groupe C
|   | Équipe   | Pts | J | G | N | P | Bp  | Bc  | Diff |
| - | -------- | --- | - | - | - | - | --- | --- | ---- |
| 1 | Suède    | 6   | 3 | 3 | 0 | 0 | 107 | 57  | 50   |
| 2 | Brésil   | 4   | 3 | 2 | 0 | 1 | 83  | 78  | 5    |
| 3 | Cap-Vert | 2   | 3 | 1 | 0 | 2 | 88  | 89  | -1   |
| 4 | Uruguay  | 0   | 3 | 0 | 0 | 3 | 61  | 115 | -54  |

| 12 janvier 2023 18h00 | Cap-Vert           | 33 – 25   | Uruguay           | Scandinavium, Göteborg Affluence : 6 312 Arbitrage : Merz et Kuttler |
| 12 janvier 2023 18h00 | Gualther Furtado 6 | (17 – 11) | Rubbo, Rostagno 5 | Scandinavium, Göteborg Affluence : 6 312 Arbitrage : Merz et Kuttler |
| 12 janvier 2023 18h00 | ×2                 | Rapport   | ×1                | Scandinavium, Göteborg Affluence : 6 312 Arbitrage : Merz et Kuttler |

| 12 janvier 2023 20h30 | Suède              | 26 – 18  | Brésil              | Scandinavium, Göteborg Affluence : 11 627 Arbitrage : Lah et Sok |
| 12 janvier 2023 20h30 | Jim Gottfridsson 6 | (11 – 9) | Gustavo Rodrigues 4 | Scandinavium, Göteborg Affluence : 11 627 Arbitrage : Lah et Sok |
| 12 janvier 2023 20h30 | ×3                 | Rapport  | ×2* ×4              | Scandinavium, Göteborg Affluence : 11 627 Arbitrage : Lah et Sok |

*dont un carton jaune pour le banc de touche brésilien
| 14 janvier 2023 18h00 | Brésil                   | 35 – 24   | Uruguay            | Scandinavium, Göteborg Arbitrage : Sekulić et Jovandić |
| 14 janvier 2023 18h00 | Rudolph Hackbarth (en) 7 | (19 – 10) | Giovanni Capello 5 | Scandinavium, Göteborg Arbitrage : Sekulić et Jovandić |
| 14 janvier 2023 18h00 | ×1 ×4                    | Rapport   | ×1                 | Scandinavium, Göteborg Arbitrage : Sekulić et Jovandić |

| 14 janvier 2023 20h30 | Suède                    | 34 – 27  | Cap-Vert         | Scandinavium, Göteborg Affluence : 11 750 Arbitrage : K. et R. Gasmi |
| 14 janvier 2023 20h30 | Pettersson (en), Wanne 5 | (19 – 8) | Landim, Moreno 6 | Scandinavium, Göteborg Affluence : 11 750 Arbitrage : K. et R. Gasmi |
| 14 janvier 2023 20h30 | ×1                       | Rapport  | ×5               | Scandinavium, Göteborg Affluence : 11 750 Arbitrage : K. et R. Gasmi |

| 16 janvier 2023 18h00 | Brésil               | 30 – 28   | Cap-Vert       | Scandinavium, Göteborg Affluence : 5 191 Arbitrage : Kleven et Jørum |
| 16 janvier 2023 18h00 | Jean-Pierre Dupoux 7 | (17 – 15) | Paulo Moreno 7 | Scandinavium, Göteborg Affluence : 5 191 Arbitrage : Kleven et Jørum |
| 16 janvier 2023 18h00 | ×2                   | Rapport   | ×4             | Scandinavium, Göteborg Affluence : 5 191 Arbitrage : Kleven et Jørum |

| 16 janvier 2023 20h30 | Uruguay                 | 12 – 47  | Suède                  | Scandinavium, Göteborg Affluence : 9 051 Arbitrage : Belkhiri et Hamidi |
| 16 janvier 2023 20h30 | Maximiliano De Agrela 5 | (8 – 25) | Eric Johansson (en) 11 | Scandinavium, Göteborg Affluence : 9 051 Arbitrage : Belkhiri et Hamidi |
| 16 janvier 2023 20h30 | ×3                      | Rapport  | ×3                     | Scandinavium, Göteborg Affluence : 9 051 Arbitrage : Belkhiri et Hamidi |

### Groupe D
|   | Équipe       | Pts | J | G | N | P | Bp | Bc  | Diff | Dép |
| - | ------------ | --- | - | - | - | - | -- | --- | ---- | --- |
| 1 | Portugal     | 4   | 3 | 2 | 0 | 1 | 85 | 74  | 11   | +3  |
| 2 | Islande      | 4   | 3 | 2 | 0 | 1 | 96 | 81  | 15   | +2  |
| 3 | Hongrie      | 4   | 3 | 2 | 0 | 1 | 85 | 82  | 3    | -5  |
| 4 | Corée du Sud | 0   | 3 | 0 | 0 | 3 | 76 | 105 | -29  | /   |

| 12 janvier 2023 18h00 | Hongrie      | 35 – 27   | Corée du Sud    | Husqvarna Garden, Jönköping Affluence : 2 738 Arbitrage : Belkhiri et Hamidi |
| 12 janvier 2023 18h00 | Máté Lékai 7 | (21 – 11) | Trois joueurs 5 | Husqvarna Garden, Jönköping Affluence : 2 738 Arbitrage : Belkhiri et Hamidi |
| 12 janvier 2023 18h00 | ×1 ×8 ×1     | Rapport   | ×2 ×3           | Husqvarna Garden, Jönköping Affluence : 2 738 Arbitrage : Belkhiri et Hamidi |

| 12 janvier 2023 20h30 | Islande              | 30 – 26   | Portugal        | Husqvarna Garden, Jönköping Affluence : 2 738 Arbitrage : Schulze et Tönnies |
| 12 janvier 2023 20h30 | Bjarki Már Elísson 9 | (15 – 15) | Pedro Portela 8 | Husqvarna Garden, Jönköping Affluence : 2 738 Arbitrage : Schulze et Tönnies |
| 12 janvier 2023 20h30 | ×1 ×3                | Rapport   | ×1 ×5 ×1        | Husqvarna Garden, Jönköping Affluence : 2 738 Arbitrage : Schulze et Tönnies |

| 14 janvier 2023 18h00 | Portugal      | 32 – 24   | Corée du Sud    | Husqvarna Garden, Jönköping Affluence : 4 615 Arbitrage : Pavićević et Ražnatović |
| 14 janvier 2023 18h00 | André Gomes 7 | (15 – 12) | Lee Hyeon-sik 4 | Husqvarna Garden, Jönköping Affluence : 4 615 Arbitrage : Pavićević et Ražnatović |
| 14 janvier 2023 18h00 | ×5            | Rapport   | ×3              | Husqvarna Garden, Jönköping Affluence : 4 615 Arbitrage : Pavićević et Ražnatović |

| 14 janvier 2023 20h30 | Islande              | 28 – 30   | Hongrie        | Husqvarna Garden, Jönköping Affluence : 4 615 Arbitrage : C. et J. Bonaventura |
| 14 janvier 2023 20h30 | Bjarki Már Elísson 9 | (17 – 12) | Gábor Ancsin 6 | Husqvarna Garden, Jönköping Affluence : 4 615 Arbitrage : C. et J. Bonaventura |
| 14 janvier 2023 20h30 | ×3                   | Rapport   | ×5 ×1          | Husqvarna Garden, Jönköping Affluence : 4 615 Arbitrage : C. et J. Bonaventura |

| 16 janvier 2023 18h00 | Corée du Sud | 25 – 38   | Islande                       | Husqvarna Garden, Jönköping Affluence : 3 608 Arbitrage : Merz et Kuttler |
| 16 janvier 2023 18h00 | Kang, Kim 4  | (13 – 19) | Óðinn Þór Ríkharðsson (en) 11 | Husqvarna Garden, Jönköping Affluence : 3 608 Arbitrage : Merz et Kuttler |
| 16 janvier 2023 18h00 | ×4           | Rapport   | ×1 ×4                         | Husqvarna Garden, Jönköping Affluence : 3 608 Arbitrage : Merz et Kuttler |

| 16 janvier 2023 20h30 | Portugal          | 27 – 20  | Hongrie             | Husqvarna Garden, Jönköping Affluence : 3 608 Arbitrage : Nachevski et Nikolov |
| 16 janvier 2023 20h30 | Francisco Costa 6 | (16 – 9) | Richárd Bodó (en) 5 | Husqvarna Garden, Jönköping Affluence : 3 608 Arbitrage : Nachevski et Nikolov |
| 16 janvier 2023 20h30 | ×1 ×2             | Rapport  | ×3 ×1               | Husqvarna Garden, Jönköping Affluence : 3 608 Arbitrage : Nachevski et Nikolov |

### Groupe E
|   | Équipe    | Pts | J | G | N | P | Bp  | Bc  | Diff |
| - | --------- | --- | - | - | - | - | --- | --- | ---- |
| 1 | Allemagne | 6   | 3 | 3 | 0 | 0 | 102 | 81  | 21   |
| 2 | Serbie    | 4   | 3 | 2 | 0 | 1 | 103 | 85  | 18   |
| 3 | Qatar     | 2   | 3 | 1 | 0 | 2 | 80  | 89  | -9   |
| 4 | Algérie   | 0   | 3 | 0 | 0 | 3 | 72  | 102 | -30  |

| 13 janvier 2023 18h00 | Allemagne    | 31 – 27   | Qatar           | Spodek, Katowice Affluence : 3 500 Arbitrage : Gubica et Milošević |
| 13 janvier 2023 18h00 | Juri Knorr 8 | (18 – 13) | Rafael Capote 5 | Spodek, Katowice Affluence : 3 500 Arbitrage : Gubica et Milošević |
| 13 janvier 2023 18h00 | ×1           | Rapport   | ×1 ×4           | Spodek, Katowice Affluence : 3 500 Arbitrage : Gubica et Milošević |

| 13 janvier 2023 20h30 | Serbie                  | 36 – 27   | Algérie     | Spodek, Katowice Affluence : 3 500 Arbitrage : Gatelis et Mažeika |
| 13 janvier 2023 20h30 | Mijajlo Marsenić (en) 9 | (16 – 13) | Réda Arib 5 | Spodek, Katowice Affluence : 3 500 Arbitrage : Gatelis et Mažeika |
| 13 janvier 2023 20h30 | ×0 ×4                   | Rapport   | ×1 ×4       | Spodek, Katowice Affluence : 3 500 Arbitrage : Gatelis et Mažeika |

| 15 janvier 2023 18h00 | Allemagne            | 34 – 33   | Serbie             | Spodek, Katowice Affluence : 4 600 Arbitrage : Hansen et Madsen |
| 15 janvier 2023 18h00 | Lukas Mertens (en) 7 | (19 - 17) | Lazar Kukić (en) 7 | Spodek, Katowice Affluence : 4 600 Arbitrage : Hansen et Madsen |
| 15 janvier 2023 18h00 | ×1 ×5                | Rapport   | ×1 ×2              | Spodek, Katowice Affluence : 4 600 Arbitrage : Hansen et Madsen |

| 15 janvier 2023 20h30 | Qatar          | 29 – 24   | Algérie       | Spodek, Katowice Affluence : 3 200 Arbitrage : Emam et Hedaia |
| 15 janvier 2023 20h30 | Ahmad Madadi 7 | (12 – 11) | Abdi, Daoud 5 | Spodek, Katowice Affluence : 3 200 Arbitrage : Emam et Hedaia |
| 15 janvier 2023 20h30 | ×2 ×4          | Rapport   | ×3            | Spodek, Katowice Affluence : 3 200 Arbitrage : Emam et Hedaia |

| 17 janvier 2023 18h00 | Algérie      | 21 – 37  | Allemagne         | Spodek, Katowice Affluence : 2 350 Arbitrage : Biró et Kiss |
| 17 janvier 2023 18h00 | Ayoub Abdi 5 | (9 – 16) | Jannik Kohlbacher | Spodek, Katowice Affluence : 2 350 Arbitrage : Biró et Kiss |
| 17 janvier 2023 18h00 | ×2 ×1        | Rapport  | ×1                | Spodek, Katowice Affluence : 2 350 Arbitrage : Biró et Kiss |

| 17 janvier 2023 20h30 | Qatar           | 24 – 34   | Serbie               | Spodek, Katowice Affluence : 1 800 Arbitrage : Horáček et Novotný |
| 17 janvier 2023 20h30 | Trois joueurs 5 | (14 – 17) | Bogdan Radivojević 7 | Spodek, Katowice Affluence : 1 800 Arbitrage : Horáček et Novotný |
| 17 janvier 2023 20h30 | ×3              | Rapport   | ×4 ×3                | Spodek, Katowice Affluence : 1 800 Arbitrage : Horáček et Novotný |

### Groupe F
|   | Équipe            | Pts | J | G | N | P | Bp | Bc  | Diff |
| - | ----------------- | --- | - | - | - | - | -- | --- | ---- |
| 1 | Norvège           | 6   | 3 | 3 | 0 | 0 | 98 | 74  | 24   |
| 2 | Pays-Bas          | 4   | 3 | 2 | 0 | 1 | 89 | 70  | 19   |
| 3 | Argentine         | 2   | 3 | 1 | 0 | 2 | 75 | 87  | -12  |
| 4 | Macédoine du Nord | 0   | 3 | 0 | 0 | 3 | 77 | 108 | -31  |

| 13 janvier 2023 18h00 | Argentine                 | 19 – 29   | Pays-Bas    | Tauron Arena Kraków, Cracovie Affluence : 2 418 Arbitrage : Hansen et Madsen |
| 13 janvier 2023 18h00 | Parker (en), P. Simonet 5 | (11 – 14) | Kay Smits 7 | Tauron Arena Kraków, Cracovie Affluence : 2 418 Arbitrage : Hansen et Madsen |
| 13 janvier 2023 18h00 | ×1 ×3                     | Rapport   | ×1 ×3       | Tauron Arena Kraków, Cracovie Affluence : 2 418 Arbitrage : Hansen et Madsen |

| 13 janvier 2023 20h30 | Norvège        | 39 – 27   | Macédoine du Nord    | Tauron Arena Kraków, Cracovie Affluence : 4 048 Arbitrage : Bíró et Kiss |
| 13 janvier 2023 20h30 | Rød, Sagosen 6 | (18 – 11) | Filip Taleski (en) 7 | Tauron Arena Kraków, Cracovie Affluence : 4 048 Arbitrage : Bíró et Kiss |
| 13 janvier 2023 20h30 | ×1 ×2          | Rapport   | ×1 ×3                | Tauron Arena Kraków, Cracovie Affluence : 4 048 Arbitrage : Bíró et Kiss |

| 15 janvier 2023 18h00 | Macédoine du Nord            | 24 – 34   | Pays-Bas     | Tauron Arena Kraków, Cracovie Affluence : 3 300 Arbitrage : Kurtagic et Wetterwik |
| 15 janvier 2023 18h00 | Kuzmanovski (en), Peševski 4 | (11 – 18) | Kay Smits 10 | Tauron Arena Kraków, Cracovie Affluence : 3 300 Arbitrage : Kurtagic et Wetterwik |
| 15 janvier 2023 18h00 | ×1 ×2                        | Rapport   | ×2 ×5        | Tauron Arena Kraków, Cracovie Affluence : 3 300 Arbitrage : Kurtagic et Wetterwik |

| 15 janvier 2023 20h30 | Norvège         | 32 – 21   | Argentine       | Tauron Arena Kraków, Cracovie Affluence : 3 750 Arbitrage : A. et D. Konjičanin |
| 15 janvier 2023 20h30 | Trois joueurs 5 | (16 – 12) | Diego Simonet 7 | Tauron Arena Kraków, Cracovie Affluence : 3 750 Arbitrage : A. et D. Konjičanin |
| 15 janvier 2023 20h30 | ×2              | Rapport   | ×5              | Tauron Arena Kraków, Cracovie Affluence : 3 750 Arbitrage : A. et D. Konjičanin |

| 17 janvier 2023 18h00 | Macédoine du Nord    | 26 – 35   | Argentine       | Tauron Arena Kraków, Cracovie Affluence : 2 214 Arbitrage : Gatelis et Mažeika |
| 17 janvier 2023 18h00 | Filip Taleski (en) 5 | (11 – 18) | Diego Simonet 8 | Tauron Arena Kraków, Cracovie Affluence : 2 214 Arbitrage : Gatelis et Mažeika |
| 17 janvier 2023 18h00 | ×1                   | Rapport   | ×1 ×2           | Tauron Arena Kraków, Cracovie Affluence : 2 214 Arbitrage : Gatelis et Mažeika |

| 17 janvier 2023 20h30 | Pays-Bas    | 26 – 27   | Norvège          | Tauron Arena Kraków, Cracovie Affluence : 2 750 Arbitrage : Gubica et Milošević |
| 17 janvier 2023 20h30 | Kay Smits 7 | (17 – 13) | Sander Sagosen 7 | Tauron Arena Kraków, Cracovie Affluence : 2 750 Arbitrage : Gubica et Milošević |
| 17 janvier 2023 20h30 | ×1 ×3       | Rapport   |                  | Tauron Arena Kraków, Cracovie Affluence : 2 750 Arbitrage : Gubica et Milošević |

### Groupe G
|   | Équipe     | Pts | J | G | N | P | Bp | Bc  | Diff |
| - | ---------- | --- | - | - | - | - | -- | --- | ---- |
| 1 | Égypte     | 6   | 3 | 3 | 0 | 0 | 96 | 57  | 39   |
| 2 | Croatie    | 4   | 3 | 2 | 0 | 1 | 98 | 77  | 21   |
| 3 | États-Unis | 2   | 3 | 1 | 0 | 2 | 66 | 102 | -36  |
| 4 | Maroc      | 0   | 3 | 0 | 0 | 3 | 70 | 94  | -24  |

| 13 janvier 2023 18h00 | Maroc             | 27 – 28   | États-Unis         | Kristianstad Arena (en), Kristianstad Affluence : 4 817 Arbitrage : Kleven et Jørum |
| 13 janvier 2023 18h00 | Anime Harchaoui 5 | (12 – 12) | Aboubakar Fofana 6 | Kristianstad Arena (en), Kristianstad Affluence : 4 817 Arbitrage : Kleven et Jørum |
| 13 janvier 2023 18h00 | ×5 ×1             | Rapport   | ×5 ×1dont ×1*      | Kristianstad Arena (en), Kristianstad Affluence : 4 817 Arbitrage : Kleven et Jørum |

* Carton bleu pour l'entraineur Robert Hedin pour avoir appuyé sur le bouton demandant un temps-mort alors que le Maroc était en contre-attaque.
| 13 janvier 2023 20h30 | Égypte           | 31 – 22   | Croatie       | Kristianstad Arena (en), Kristianstad Affluence : 5 200 Arbitrage : García et Marín |
| 13 janvier 2023 20h30 | Mohsen Mahmoud 7 | (16 – 12) | Marin Šipić 5 | Kristianstad Arena (en), Kristianstad Affluence : 5 200 Arbitrage : García et Marín |
| 13 janvier 2023 20h30 | ×2               | Rapport   | ×2 ×5         | Kristianstad Arena (en), Kristianstad Affluence : 5 200 Arbitrage : García et Marín |

| 15 janvier 2023 18h00 | Égypte               | 30 – 19  | Maroc        | Kristianstad Arena (en), Kristianstad Affluence : 3 304 Arbitrage : Grillo et Lenci |
| 15 janvier 2023 18h00 | Hassan Kaddah (en) 7 | (13 – 9) | Ryad Lakbi 5 | Kristianstad Arena (en), Kristianstad Affluence : 3 304 Arbitrage : Grillo et Lenci |
| 15 janvier 2023 18h00 | ×1                   | Rapport  | ×1 ×4        | Kristianstad Arena (en), Kristianstad Affluence : 3 304 Arbitrage : Grillo et Lenci |

| 15 janvier 2023 20h30 | Croatie        | 40 – 22   | États-Unis        | Kristianstad Arena (en), Kristianstad Affluence : 3 423 Arbitrage : Paolantoni et García |
| 15 janvier 2023 20h30 | Igor Karačić 8 | (20 – 10) | Gary Hines (en) 6 | Kristianstad Arena (en), Kristianstad Affluence : 3 423 Arbitrage : Paolantoni et García |
| 15 janvier 2023 20h30 | ×2 ×1          | Rapport   | ×3                | Kristianstad Arena (en), Kristianstad Affluence : 3 423 Arbitrage : Paolantoni et García |

| 17 janvier 2023 18h00 | États-Unis       | 16 – 35  | Égypte           | Kristianstad Arena (en), Kristianstad Affluence : 2 603 Arbitrage : Sekulić et Jovandić |
| 17 janvier 2023 18h00 | Amitović, Chan 4 | (7 – 19) | Quatre joueurs 4 | Kristianstad Arena (en), Kristianstad Affluence : 2 603 Arbitrage : Sekulić et Jovandić |
| 17 janvier 2023 18h00 | ×1 ×2            | Rapport  | ×2               | Kristianstad Arena (en), Kristianstad Affluence : 2 603 Arbitrage : Sekulić et Jovandić |

| 17 janvier 2023 20h30 | Croatie        | 36 – 24   | Maroc              | Kristianstad Arena (en), Kristianstad Affluence : 2 617 Arbitrage : C. et J. Bonaventura |
| 17 janvier 2023 20h30 | Luka Cindrić 9 | (15 – 13) | Hakimi, Rezzouki 5 | Kristianstad Arena (en), Kristianstad Affluence : 2 617 Arbitrage : C. et J. Bonaventura |
| 17 janvier 2023 20h30 | ×1 ×4          | Rapport   | ×3                 | Kristianstad Arena (en), Kristianstad Affluence : 2 617 Arbitrage : C. et J. Bonaventura |

### Groupe H
|   | Équipe   | Pts | J | G | N | P | Bp  | Bc  | Diff |
| - | -------- | --- | - | - | - | - | --- | --- | ---- |
| 1 | Danemark | 6   | 3 | 3 | 0 | 0 | 113 | 70  | 43   |
| 2 | Bahreïn  | 3   | 3 | 1 | 1 | 1 | 78  | 91  | -13  |
| 3 | Belgique | 2   | 3 | 1 | 0 | 2 | 87  | 102 | -15  |
| 4 | Tunisie  | 1   | 3 | 0 | 1 | 2 | 77  | 92  | -15  |

| 13 janvier 2023 18h00 | Bahreïn             | 27 – 27   | Tunisie      | Malmö Arena, Malmö Affluence : 8 870 Arbitrage : Nachevski et Nikolov |
| 13 janvier 2023 18h00 | Ahmed Jalal (en) 10 | (16 – 15) | Issam Rzig 8 | Malmö Arena, Malmö Affluence : 8 870 Arbitrage : Nachevski et Nikolov |
| 13 janvier 2023 18h00 | ×1 ×2               | Rapport   | ×1 ×3        | Malmö Arena, Malmö Affluence : 8 870 Arbitrage : Nachevski et Nikolov |

| 13 janvier 2023 20h30 | Danemark         | 43 – 28   | Belgique        | Malmö Arena, Malmö Affluence : 12 426 Arbitrage : Paolantoni et García |
| 13 janvier 2023 20h30 | Mikkel Hansen 10 | (22 – 15) | Pierre Brixhe 5 | Malmö Arena, Malmö Affluence : 12 426 Arbitrage : Paolantoni et García |
| 13 janvier 2023 20h30 | ×1 ×2            | Rapport   | ×5              | Malmö Arena, Malmö Affluence : 12 426 Arbitrage : Paolantoni et García |

| 15 janvier 2023 18h00 | Belgique       | 31 – 29   | Tunisie            | Malmö Arena, Malmö Affluence : 1 023 Arbitrage : García et Marín |
| 15 janvier 2023 18h00 | Arber Qerimi 6 | (17 – 16) | Noureddine Maoua 4 | Malmö Arena, Malmö Affluence : 1 023 Arbitrage : García et Marín |
| 15 janvier 2023 18h00 | ×6             | Rapport   | ×2 ×1              | Malmö Arena, Malmö Affluence : 1 023 Arbitrage : García et Marín |

| 15 janvier 2023 20h30 | Danemark         | 36 – 21  | Bahreïn          | Malmö Arena, Malmö Affluence : 10 566 Arbitrage : Schulze et Tönnies |
| 15 janvier 2023 20h30 | Mathias Gidsel 9 | (16 – 9) | Ali Merza (en) 5 | Malmö Arena, Malmö Affluence : 10 566 Arbitrage : Schulze et Tönnies |
| 15 janvier 2023 20h30 | ×0               | Rapport  | ×0 ×2            | Malmö Arena, Malmö Affluence : 10 566 Arbitrage : Schulze et Tönnies |

| 17 janvier 2023 18h00 | Belgique          | 28 – 30   | Bahreïn          | Malmö Arena, Malmö Affluence : 9 350 Arbitrage : Grillo et Lenci |
| 17 janvier 2023 18h00 | Raphaël Kötters 8 | (12 – 15) | Ali Merza (en) 6 | Malmö Arena, Malmö Affluence : 9 350 Arbitrage : Grillo et Lenci |
| 17 janvier 2023 18h00 | ×3 ×1             | Rapport   | ×5               | Malmö Arena, Malmö Affluence : 9 350 Arbitrage : Grillo et Lenci |

| 17 janvier 2023 20h30 | Tunisie           | 21 – 34   | Danemark         | Malmö Arena, Malmö Affluence : 10 143 Arbitrage : Pavićević et Ražnatović |
| 17 janvier 2023 20h30 | Mohamed Darmoul 6 | (14 – 19) | Mathias Gidsel 8 | Malmö Arena, Malmö Affluence : 10 143 Arbitrage : Pavićević et Ražnatović |
| 17 janvier 2023 20h30 | ×1 ×3             | Rapport   | ×2               | Malmö Arena, Malmö Affluence : 10 143 Arbitrage : Pavićević et Ražnatović |

## Coupe du président

### Groupe PCI
|   | Équipe          | Pts | J | G | N | P | Bp | Bc | Diff |
| - | --------------- | --- | - | - | - | - | -- | -- | ---- |
| 1 | Chili           | 6   | 3 | 3 | 0 | 0 | 93 | 73 | 20   |
| 2 | Corée du Sud    | 4   | 3 | 2 | 0 | 1 | 97 | 86 | 11   |
| 3 | Arabie saoudite | 2   | 3 | 1 | 0 | 2 | 74 | 87 | -13  |
| 4 | Uruguay         | 0   | 3 | 0 | 0 | 3 | 81 | 99 | -18  |

| 18 janvier 2023 15h30 | Chili              | 26 – 23   | Arabie saoudite          | Orlen Arena, Płock Affluence : 600 Arbitrage : Erdoğan et Özdeniz |
| 18 janvier 2023 15h30 | Erwin Feuchtmann 7 | (12 – 13) | Ahmed Al-Abdulali (en) 7 | Orlen Arena, Płock Affluence : 600 Arbitrage : Erdoğan et Özdeniz |
| 18 janvier 2023 15h30 | ×1 ×3              | Rapport   | ×2 ×4 ×1                 | Orlen Arena, Płock Affluence : 600 Arbitrage : Erdoğan et Özdeniz |

| 18 janvier 2023 18h00 | Uruguay          | 30 – 37   | Corée du Sud | Orlen Arena, Płock Affluence : 800 Arbitrage : Emam et Hedaia |
| 18 janvier 2023 18h00 | Federico Rubbo 8 | (15 – 23) | Ha, Jin 6    | Orlen Arena, Płock Affluence : 800 Arbitrage : Emam et Hedaia |
| 18 janvier 2023 18h00 | ×1 ×4            | Rapport   | ×2 ×4        | Orlen Arena, Płock Affluence : 800 Arbitrage : Emam et Hedaia |

| 20 janvier 2023 15h30 | Chili              | 34 – 24   | Uruguay            | Orlen Arena, Płock Affluence : 600 Arbitrage : Paolantoni et Garcia |
| 20 janvier 2023 15h30 | Erwin Feuchtmann 6 | (17 – 13) | De Agrela, Rubbo 4 | Orlen Arena, Płock Affluence : 600 Arbitrage : Paolantoni et Garcia |
| 20 janvier 2023 15h30 | ×1 ×3              | Rapport   | ×1 ×5              | Orlen Arena, Płock Affluence : 600 Arbitrage : Paolantoni et Garcia |

| 20 janvier 2023 18h00 | Arabie saoudite                            | 23 – 34   | Corée du Sud | Orlen Arena, Płock Affluence : 1 200 Arbitrage : Santos et Fonseca |
| 20 janvier 2023 18h00 | Abdullah Al-Abbas (en), Haidar Al-Hassan 4 | (12 – 17) | Jang (en) 11 | Orlen Arena, Płock Affluence : 1 200 Arbitrage : Santos et Fonseca |
| 20 janvier 2023 18h00 | ×1 ×7                                      | Rapport   | ×8           | Orlen Arena, Płock Affluence : 1 200 Arbitrage : Santos et Fonseca |

| 22 janvier 2023 13h00 | Corée du Sud  | 26 – 33   | Chili              | Orlen Arena, Płock Affluence : 650 Arbitrage : Merz et Kuttler |
| 22 janvier 2023 13h00 | Kang Jeongu 6 | (16 – 16) | Erwin Feuchtmann 9 | Orlen Arena, Płock Affluence : 650 Arbitrage : Merz et Kuttler |
| 22 janvier 2023 13h00 | ×2 ×4         | Rapport   | ×6                 | Orlen Arena, Płock Affluence : 650 Arbitrage : Merz et Kuttler |

| 22 janvier 2023 15h30 | Arabie saoudite       | 28 – 27   | Uruguay               | Orlen Arena, Płock Affluence : 1 250 Arbitrage : Emam et Hedaia |
| 22 janvier 2023 15h30 | Mahdi Al-Salem (en) 8 | (15 – 14) | Federico Rodriguez 11 | Orlen Arena, Płock Affluence : 1 250 Arbitrage : Emam et Hedaia |
| 22 janvier 2023 15h30 | ×1 ×3                 | Rapport   | ×1 ×5                 | Orlen Arena, Płock Affluence : 1 250 Arbitrage : Emam et Hedaia |

### Groupe PCII
|   | Équipe            | Pts | J | G | N | P | Bp  | Bc | Diff |
| - | ----------------- | --- | - | - | - | - | --- | -- | ---- |
| 1 | Tunisie           | 6   | 3 | 3 | 0 | 0 | 93  | 78 | 15   |
| 2 | Macédoine du Nord | 4   | 3 | 2 | 0 | 1 | 108 | 83 | 25   |
| 3 | Maroc             | 2   | 3 | 1 | 0 | 2 | 78  | 97 | -19  |
| 4 | Algérie           | 0   | 3 | 0 | 0 | 3 | 77  | 98 | -21  |

| 19 janvier 2023 15h30 | Algérie        | 25 – 40   | Macédoine du Nord                | Orlen Arena, Płock Affluence : 600 Arbitrage : Koo et Lee |
| 19 janvier 2023 15h30 | Hichem Daoud 5 | (11 – 19) | Dejan Manaskov, Žarko Peševski 7 | Orlen Arena, Płock Affluence : 600 Arbitrage : Koo et Lee |
| 19 janvier 2023 15h30 | ×4 ×1          | Rapport   | ×2                               | Orlen Arena, Płock Affluence : 600 Arbitrage : Koo et Lee |

| 19 janvier 2023 18h00 | Maroc            | 25 – 30   | Tunisie      | Orlen Arena, Płock Affluence : 800 Arbitrage : Santos et Fonseca |
| 19 janvier 2023 18h00 | Reida Rezzouki 9 | (13 – 13) | Issam Rzig 8 | Orlen Arena, Płock Affluence : 800 Arbitrage : Santos et Fonseca |
| 19 janvier 2023 18h00 | ×1 ×6            | Rapport   | ×6           | Orlen Arena, Płock Affluence : 800 Arbitrage : Santos et Fonseca |

| 21 janvier 2023 15h30 | Algérie      | 27 – 28   | Maroc             | Orlen Arena, Płock Affluence : 900 Arbitrage : Erdoğan et Özdeniz |
| 21 janvier 2023 15h30 | Ayoub Abdi 7 | (15 – 13) | Amine Harchaoui 5 | Orlen Arena, Płock Affluence : 900 Arbitrage : Erdoğan et Özdeniz |
| 21 janvier 2023 15h30 | ×1 ×4        | Rapport   | ×3 ×4             | Orlen Arena, Płock Affluence : 900 Arbitrage : Erdoğan et Özdeniz |

| 21 janvier 2023 18h00 | Macédoine du Nord        | 28 – 33   | Tunisie           | Orlen Arena, Płock Affluence : 1 300 Arbitrage : Paolantoni et Garcia |
| 21 janvier 2023 18h00 | Filip Kuzmanovski (en) 8 | (14 – 16) | Mohamed Darmoul 7 | Orlen Arena, Płock Affluence : 1 300 Arbitrage : Paolantoni et Garcia |
| 21 janvier 2023 18h00 | ×1 ×7                    | Rapport   | ×3 ×9             | Orlen Arena, Płock Affluence : 1 300 Arbitrage : Paolantoni et Garcia |

| 23 janvier 2023 15h30 | Tunisie             | 30 – 25   | Algérie      | Orlen Arena, Płock Affluence : 800 Arbitrage : Grillo et Lenci |
| 23 janvier 2023 15h30 | Oussama Boughanmi 8 | (15 – 12) | Ayoub Abdi 8 | Orlen Arena, Płock Affluence : 800 Arbitrage : Grillo et Lenci |
| 23 janvier 2023 15h30 | ×1 ×2               | Rapport   | ×2           | Orlen Arena, Płock Affluence : 800 Arbitrage : Grillo et Lenci |

| 23 janvier 2023 18h00 | Macédoine du Nord        | 40 – 25   | Maroc            | Orlen Arena, Płock Affluence : 1 050 Arbitrage : Koo et Lee |
| 23 janvier 2023 18h00 | Filip Kuzmanovski (en) 8 | (18 – 12) | Mohammed Zaher 8 | Orlen Arena, Płock Affluence : 1 050 Arbitrage : Koo et Lee |
| 23 janvier 2023 18h00 | ×3                       | Rapport   | ×1               | Orlen Arena, Płock Affluence : 1 050 Arbitrage : Koo et Lee |

### Matchs de classement
Match pour la 31e place
| 25 janvier 2023 13h00 | Uruguay         | 33 – 34   | Algérie        | Orlen Arena, Płock Affluence : 1 050 Arbitrage : Koo et Lee |
| 25 janvier 2023 13h00 | Almada, Rubbo 6 | (17 – 16) | Djedid, Arib 6 | Orlen Arena, Płock Affluence : 1 050 Arbitrage : Koo et Lee |
| 25 janvier 2023 13h00 | ×2              | Rapport   | ×4             | Orlen Arena, Płock Affluence : 1 050 Arbitrage : Koo et Lee |

Match pour la 29e place
| 25 janvier 2023 15h30 | Arabie saoudite    | 32 – 30   | Maroc              | Orlen Arena, Płock Affluence : 1 050 Arbitrage : Merz et Kuttler |
| 25 janvier 2023 15h30 | Mojtaba Al-Salem 7 | (18 – 11) | Amine Harchaoui 10 | Orlen Arena, Płock Affluence : 1 050 Arbitrage : Merz et Kuttler |
| 25 janvier 2023 15h30 | ×1 ×5              | Rapport   | ×1 ×2              | Orlen Arena, Płock Affluence : 1 050 Arbitrage : Merz et Kuttler |

Match pour la 27e place
| 25 janvier 2023 18h00 | Corée du Sud | 33 – 36   | Macédoine du Nord  | Orlen Arena, Płock Affluence : 1 400 Arbitrage : Grillo et Lenci |
| 25 janvier 2023 18h00 | Jin 8        | (19 – 20) | Kuzmanovski (en) 8 | Orlen Arena, Płock Affluence : 1 400 Arbitrage : Grillo et Lenci |
| 25 janvier 2023 18h00 | ×1 ×3        | Rapport   | ×2 ×5              | Orlen Arena, Płock Affluence : 1 400 Arbitrage : Grillo et Lenci |

Match pour la 25e place
| 25 janvier 2023 20h30 | Chili              | 26 – 38   | Tunisie         | Orlen Arena, Płock Affluence : 2 000 Arbitrage : Sekulić et Jovandić |
| 25 janvier 2023 20h30 | Erwin Feuchtmann 8 | (10 – 24) | Ghassen Toumi 8 | Orlen Arena, Płock Affluence : 2 000 Arbitrage : Sekulić et Jovandić |
| 25 janvier 2023 20h30 | ×2                 | Rapport   | ×4 ×2           | Orlen Arena, Płock Affluence : 2 000 Arbitrage : Sekulić et Jovandić |

## Tour principal
- Qualifié pour les quarts de finale.
- Éliminé.

### Groupe I
|   | Équipe     | Pts | J | G | N | P | Bp  | Bc  | Diff |
| - | ---------- | --- | - | - | - | - | --- | --- | ---- |
| 1 | France     | 10  | 5 | 5 | 0 | 0 | 165 | 134 | 31   |
| 2 | Espagne    | 8   | 5 | 4 | 0 | 1 | 149 | 124 | 25   |
| 3 | Slovénie   | 6   | 5 | 3 | 0 | 2 | 158 | 133 | 25   |
| 4 | Pologne    | 4   | 5 | 2 | 0 | 3 | 123 | 127 | -4   |
| 5 | Monténégro | 2   | 5 | 1 | 0 | 4 | 126 | 154 | -28  |
| 6 | Iran       | 0   | 5 | 0 | 0 | 5 | 125 | 174 | -49  |

| 18 janvier 2023 15h30 | Iran                 | 21 – 38  | Slovénie      | Tauron Arena Kraków, Cracovie Affluence : 1 206 Arbitrage : Bíró et Kiss |
| 18 janvier 2023 15h30 | Oraei, Sadeghzadeh 4 | (9 – 20) | Domen Makuc 7 | Tauron Arena Kraków, Cracovie Affluence : 1 206 Arbitrage : Bíró et Kiss |
| 18 janvier 2023 15h30 | ×3                   | Rapport  | ×5            | Tauron Arena Kraków, Cracovie Affluence : 1 206 Arbitrage : Bíró et Kiss |

| 18 janvier 2023 18h00 | France               | 35 – 24   | Monténégro           | Tauron Arena Kraków, Cracovie Affluence : 7 030 Arbitrage : Kurtagic et Wetterwik |
| 18 janvier 2023 18h00 | Melvyn Richardson 10 | (16 – 13) | Miloš Božović (en) 6 | Tauron Arena Kraków, Cracovie Affluence : 7 030 Arbitrage : Kurtagic et Wetterwik |
| 18 janvier 2023 18h00 | ×1 ×3                | Rapport   | ×1 ×4                | Tauron Arena Kraków, Cracovie Affluence : 7 030 Arbitrage : Kurtagic et Wetterwik |

| 18 janvier 2023 20h30 | Espagne         | 27 – 23   | Pologne        | Tauron Arena Kraków, Cracovie Affluence : 7 030 Arbitrage : Hansen et Madsen |
| 18 janvier 2023 20h30 | Trois joueurs 4 | (16 – 15) | Szymon Sićko 7 | Tauron Arena Kraków, Cracovie Affluence : 7 030 Arbitrage : Hansen et Madsen |
| 18 janvier 2023 20h30 | ×1 ×3           | Rapport   | ×1 ×2 ×1       | Tauron Arena Kraków, Cracovie Affluence : 7 030 Arbitrage : Hansen et Madsen |

| 20 janvier 2023 15h30 | Slovénie       | 26 – 31   | Espagne            | Tauron Arena Kraków, Cracovie Affluence : 2 100 Arbitrage : Kurtagic et Wetterwik |
| 20 janvier 2023 15h30 | Jure Dolenec 7 | (15 – 15) | Kauldi Odriozola 6 | Tauron Arena Kraków, Cracovie Affluence : 2 100 Arbitrage : Kurtagic et Wetterwik |
| 20 janvier 2023 15h30 | ×2 ×4          | Rapport   | ×3                 | Tauron Arena Kraków, Cracovie Affluence : 2 100 Arbitrage : Kurtagic et Wetterwik |

| 20 janvier 2023 18h00 | Iran            | 29 – 41   | France           | Tauron Arena Kraków, Cracovie Affluence : 4 150 Arbitrage : A. et D. Konjičanin |
| 20 janvier 2023 18h00 | Trois joueurs 4 | (14 – 18) | Briet, Tournat 6 | Tauron Arena Kraków, Cracovie Affluence : 4 150 Arbitrage : A. et D. Konjičanin |
| 20 janvier 2023 18h00 | ×7              | Rapport   | ×1               | Tauron Arena Kraków, Cracovie Affluence : 4 150 Arbitrage : A. et D. Konjičanin |

| 20 janvier 2023 20h30 | Monténégro      | 20 – 27  | Pologne                  | Tauron Arena Kraków, Cracovie Affluence : 9 087 Arbitrage : Brunner et Salah |
| 20 janvier 2023 20h30 | Miloš Vujović 6 | (8 – 11) | Piotr Jędraszczyk (en) 6 | Tauron Arena Kraków, Cracovie Affluence : 9 087 Arbitrage : Brunner et Salah |
| 20 janvier 2023 20h30 | ×3              | Rapport  | ×3 ×1                    | Tauron Arena Kraków, Cracovie Affluence : 9 087 Arbitrage : Brunner et Salah |

| 22 janvier 2023 15h30 | Monténégro      | 23 – 31  | Slovénie     | Tauron Arena Kraków, Cracovie Affluence : 3 200 Arbitrage : Gubica et Milošević |
| 22 janvier 2023 15h30 | Risto Vujačić 5 | (8 – 15) | Aleks Vlah 6 | Tauron Arena Kraków, Cracovie Affluence : 3 200 Arbitrage : Gubica et Milošević |
| 22 janvier 2023 15h30 | ×2              | Rapport  | ×5           | Tauron Arena Kraków, Cracovie Affluence : 3 200 Arbitrage : Gubica et Milošević |

| 22 janvier 2023 18h00 | Iran             | 22 – 26   | Pologne           | Tauron Arena Kraków, Cracovie Affluence : 11 221 Arbitrage : Gatelis et Mažeika |
| 22 janvier 2023 18h00 | Oraei, Sadeghi 6 | (10 – 16) | Ariel Pietrasik 6 | Tauron Arena Kraków, Cracovie Affluence : 11 221 Arbitrage : Gatelis et Mažeika |
| 22 janvier 2023 18h00 | ×1 ×4            | Rapport   | ×1 ×2             | Tauron Arena Kraków, Cracovie Affluence : 11 221 Arbitrage : Gatelis et Mažeika |

| 22 janvier 2023 21h00 | Espagne                 | 26 – 28   | France           | Tauron Arena Kraków, Cracovie Affluence : 7 000 Arbitrage : Nachevski et Nikolov |
| 22 janvier 2023 21h00 | Daniel Fernández (es) 7 | (13 – 13) | Quatre joueurs 4 | Tauron Arena Kraków, Cracovie Affluence : 7 000 Arbitrage : Nachevski et Nikolov |
| 22 janvier 2023 21h00 | ×5                      | Rapport   | ×4               | Tauron Arena Kraków, Cracovie Affluence : 7 000 Arbitrage : Nachevski et Nikolov |

### Groupe II
|   | Équipe   | Pts | J | G | N | P | Bp  | Bc  | Diff | Dép  |
| - | -------- | --- | - | - | - | - | --- | --- | ---- | ---- |
| 1 | Suède    | 10  | 5 | 5 | 0 | 0 | 164 | 133 | 31   | -    |
| 2 | Hongrie  | 6   | 5 | 3 | 0 | 2 | 148 | 147 | 1    | 2 p. |
| 3 | Islande  | 6   | 5 | 3 | 0 | 2 | 169 | 158 | 11   | 0 p. |
| 4 | Portugal | 5   | 5 | 2 | 1 | 2 | 146 | 133 | 13   | -    |
| 5 | Brésil   | 3   | 5 | 1 | 1 | 3 | 138 | 151 | -13  | -    |
| 6 | Cap-Vert | 0   | 5 | 0 | 0 | 5 | 138 | 181 | -43  | -    |

| 18 janvier 2023 15h30 | Portugal             | 28 – 28   | Brésil                | Scandinavium, Göteborg Affluence : 2 301 Arbitrage : C. et J. Bonaventura |
| 18 janvier 2023 15h30 | António Areia (en) 7 | (12 – 11) | Jean-Pierre Dupoux 10 | Scandinavium, Göteborg Affluence : 2 301 Arbitrage : C. et J. Bonaventura |
| 18 janvier 2023 15h30 | ×1                   | Rapport   | ×3                    | Scandinavium, Göteborg Affluence : 2 301 Arbitrage : C. et J. Bonaventura |

| 18 janvier 2023 18h00 | Cap-Vert            | 30 – 40   | Islande                    | Scandinavium, Göteborg Affluence : 5 723 Arbitrage : Belkhiri et Hamidi |
| 18 janvier 2023 18h00 | Délcio Pina (es) 11 | (13 – 18) | Sigvaldi Guðjónsson (en) 6 | Scandinavium, Göteborg Affluence : 5 723 Arbitrage : Belkhiri et Hamidi |
| 18 janvier 2023 18h00 | ×4                  | Rapport   | ×1 ×3                      | Scandinavium, Göteborg Affluence : 5 723 Arbitrage : Belkhiri et Hamidi |

| 18 janvier 2023 20h30 | Suède          | 37 – 28   | Hongrie             | Scandinavium, Göteborg Affluence : 9 256 Arbitrage : Schulze et Tönnies |
| 18 janvier 2023 20h30 | Hampus Wanne 9 | (18 – 14) | Miklós Rosta (en) 7 | Scandinavium, Göteborg Affluence : 9 256 Arbitrage : Schulze et Tönnies |
| 18 janvier 2023 20h30 | ×2             | Rapport   | ×1 ×3               | Scandinavium, Göteborg Affluence : 9 256 Arbitrage : Schulze et Tönnies |

| 20 janvier 2023 15h30 | Cap-Vert           | 23 – 35   | Portugal             | Scandinavium, Göteborg Affluence : 3 110 Arbitrage : Merz et Kuttler |
| 20 janvier 2023 15h30 | Délcio Pina (es) 6 | (12 – 14) | António Areia (en) 9 | Scandinavium, Göteborg Affluence : 3 110 Arbitrage : Merz et Kuttler |
| 20 janvier 2023 15h30 | ×9 ×1              | Rapport   | ×2                   | Scandinavium, Göteborg Affluence : 3 110 Arbitrage : Merz et Kuttler |

| 20 janvier 2023 18h00 | Brésil        | 25 – 28   | Hongrie      | Scandinavium, Göteborg Affluence : 7 317 Arbitrage : Pavićević et Ražnatović |
| 20 janvier 2023 18h00 | Bryan Monte 6 | (14 – 14) | Máté Lékai 7 | Scandinavium, Göteborg Affluence : 7 317 Arbitrage : Pavićević et Ražnatović |
| 20 janvier 2023 18h00 | ×1 ×3         | Rapport   | ×1 ×6 ×1     | Scandinavium, Göteborg Affluence : 7 317 Arbitrage : Pavićević et Ražnatović |

| 20 janvier 2023 18h00 | Islande              | 30 – 35   | Suède          | Scandinavium, Göteborg Affluence : 11 801 Arbitrage : Nachevski et Nikolov |
| 20 janvier 2023 18h00 | Bjarki Már Elísson 8 | (16 – 17) | Lucas Pellas 8 | Scandinavium, Göteborg Affluence : 11 801 Arbitrage : Nachevski et Nikolov |
| 20 janvier 2023 18h00 | ×1 ×4                | Rapport   | ×1 ×5          | Scandinavium, Göteborg Affluence : 11 801 Arbitrage : Nachevski et Nikolov |

| 22 janvier 2023 15h30 | Cap-Vert       | 30 – 42   | Hongrie         | Scandinavium, Göteborg Affluence : 3 899 Arbitrage : Sekulić et Jovandić |
| 22 janvier 2023 15h30 | Bruno Landim 8 | (15 – 22) | Trois joueurs 7 | Scandinavium, Göteborg Affluence : 3 899 Arbitrage : Sekulić et Jovandić |
| 22 janvier 2023 15h30 | ×4             | Rapport   | ×1              | Scandinavium, Göteborg Affluence : 3 899 Arbitrage : Sekulić et Jovandić |

| 22 janvier 2023 18h00 | Brésil               | 37 – 41   | Islande              | Scandinavium, Göteborg Affluence : 9 871 Arbitrage : K. et R. Gasmi |
| 22 janvier 2023 18h00 | Jean-Pierre Dupoux 8 | (22 – 18) | Bjarki Már Elísson 9 | Scandinavium, Göteborg Affluence : 9 871 Arbitrage : K. et R. Gasmi |
| 22 janvier 2023 18h00 | ×1 ×3                | Rapport   | ×1 ×6                | Scandinavium, Göteborg Affluence : 9 871 Arbitrage : K. et R. Gasmi |

| 22 janvier 2023 20h30 | Suède                    | 32 – 30   | Portugal             | Scandinavium, Göteborg Affluence : 11 670 Arbitrage : C. et J. Bonaventura |
| 22 janvier 2023 20h30 | Daniel Pettersson (en) 8 | (13 – 14) | António Areia (en) 8 | Scandinavium, Göteborg Affluence : 11 670 Arbitrage : C. et J. Bonaventura |
| 22 janvier 2023 20h30 | ×1 ×6                    | Rapport   | ×2                   | Scandinavium, Göteborg Affluence : 11 670 Arbitrage : C. et J. Bonaventura |

### Groupe III
|   | Équipe    | Pts | J | G | N | P | Bp  | Bc  | Diff |
| - | --------- | --- | - | - | - | - | --- | --- | ---- |
| 1 | Norvège   | 10  | 5 | 5 | 0 | 0 | 148 | 118 | 30   |
| 2 | Allemagne | 8   | 5 | 4 | 0 | 1 | 163 | 133 | 30   |
| 3 | Serbie    | 6   | 5 | 3 | 0 | 2 | 155 | 141 | 14   |
| 4 | Pays-Bas  | 4   | 5 | 2 | 0 | 3 | 143 | 141 | 2    |
| 5 | Argentine | 2   | 5 | 1 | 0 | 4 | 107 | 150 | -43  |
| 6 | Qatar     | 0   | 5 | 0 | 0 | 5 | 120 | 153 | -33  |

| 19 janvier 2023 15h30 | Qatar           | 30 – 32   | Pays-Bas                | Spodek, Katowice Affluence : 1 900 Arbitrage : Gatelis et Mažeika |
| 19 janvier 2023 15h30 | Ahmad Madadi 11 | (19 - 15) | Smits, ten Velde (en) 8 | Spodek, Katowice Affluence : 1 900 Arbitrage : Gatelis et Mažeika |
| 19 janvier 2023 15h30 | ×6              | Rapport   | ×1 ×6                   | Spodek, Katowice Affluence : 1 900 Arbitrage : Gatelis et Mažeika |

| 19 janvier 2023 18h00 | Allemagne       | 39 – 19   | Argentine                  | Spodek, Katowice Affluence : 3 150 Arbitrage : Horáček et Novotný |
| 19 janvier 2023 18h00 | Trois joueurs 5 | (24 – 11) | Pedro Martínez Cami (en) 5 | Spodek, Katowice Affluence : 3 150 Arbitrage : Horáček et Novotný |
| 19 janvier 2023 18h00 | ×3              | Rapport   | ×4                         | Spodek, Katowice Affluence : 3 150 Arbitrage : Horáček et Novotný |

| 19 janvier 2023 20h30 | Norvège                  | 31 – 28   | Serbie          | Spodek, Katowice Affluence : 3 500 Arbitrage : Brunner et Salah |
| 19 janvier 2023 20h30 | Barthold (en), Sagosen 5 | (14 – 17) | Trois joueurs 5 | Spodek, Katowice Affluence : 3 500 Arbitrage : Brunner et Salah |
| 19 janvier 2023 20h30 | ×3                       | Rapport   | ×1 ×4           | Spodek, Katowice Affluence : 3 500 Arbitrage : Brunner et Salah |

| 21 janvier 2023 15h30 | Serbie               | 28 – 22   | Argentine            | Spodek, Katowice Affluence : 2 500 Arbitrage : Belkhiri et Hamidi |
| 21 janvier 2023 15h30 | Bogdan Radivojević 6 | (12 – 10) | Francisco Lombardi 9 | Spodek, Katowice Affluence : 2 500 Arbitrage : Belkhiri et Hamidi |
| 21 janvier 2023 15h30 | ×1 ×5                | Rapport   | ×1 ×4                | Spodek, Katowice Affluence : 2 500 Arbitrage : Belkhiri et Hamidi |

| 21 janvier 2023 18h00 | Qatar                      | 17 – 30  | Norvège                 | Spodek, Katowice Affluence : 5 100 Arbitrage : Bíró et Kiss |
| 21 janvier 2023 18h00 | Abdelrahman Abdalla (en) 5 | (9 – 14) | Bjørnsen, Johannessen 6 | Spodek, Katowice Affluence : 5 100 Arbitrage : Bíró et Kiss |
| 21 janvier 2023 18h00 | ×2                         | Rapport  | ×1                      | Spodek, Katowice Affluence : 5 100 Arbitrage : Bíró et Kiss |

| 21 janvier 2023 20h30 | Pays-Bas    | 26 – 33   | Allemagne    | Spodek, Katowice Affluence : 6 250 Arbitrage : Hansen et Madsen |
| 21 janvier 2023 20h30 | Kay Smits 6 | (12 – 15) | Juri Knorr 9 | Spodek, Katowice Affluence : 6 250 Arbitrage : Hansen et Madsen |
| 21 janvier 2023 20h30 | ×1 ×2       | Rapport   | ×1 ×4        | Spodek, Katowice Affluence : 6 250 Arbitrage : Hansen et Madsen |

| 23 janvier 2023 15h30 | Qatar          | 22 – 26  | Argentine         | Spodek, Katowice Affluence : 1 850 Arbitrage : Santos et Fonseca |
| 23 janvier 2023 15h30 | Ahmad Madadi 8 | (9 – 12) | Ignacio Pizarro 9 | Spodek, Katowice Affluence : 1 850 Arbitrage : Santos et Fonseca |
| 23 janvier 2023 15h30 | ×3 ×1          | Rapport  | ×4                | Spodek, Katowice Affluence : 1 850 Arbitrage : Santos et Fonseca |

| 23 janvier 2023 18h00 | Serbie                | 32 – 30   | Pays-Bas       | Spodek, Katowice Affluence : 3 100 Arbitrage : Horáček et Novotný |
| 23 janvier 2023 18h00 | Marko Milosavljević 9 | (15 – 17) | Dani Baijens 6 | Spodek, Katowice Affluence : 3 100 Arbitrage : Horáček et Novotný |
| 23 janvier 2023 18h00 | ×4 ×1                 | Rapport   | ×9 ×1          | Spodek, Katowice Affluence : 3 100 Arbitrage : Horáček et Novotný |

| 23 janvier 2023 20h30 | Allemagne    | 26 – 28   | Norvège             | Spodek, Katowice Affluence : 4 100 Arbitrage : Gubica et Milošević |
| 23 janvier 2023 20h30 | Juri Knorr 8 | (16 – 18) | Gøran Johannessen 5 | Spodek, Katowice Affluence : 4 100 Arbitrage : Gubica et Milošević |
| 23 janvier 2023 20h30 | ×1           | Rapport   | ×1 ×4               | Spodek, Katowice Affluence : 4 100 Arbitrage : Gubica et Milošević |

### Groupe IV
|   | Équipe     | Pts | J | G | N | P | Bp  | Bc  | Diff |
| - | ---------- | --- | - | - | - | - | --- | --- | ---- |
| 1 | Danemark   | 9   | 5 | 4 | 1 | 0 | 174 | 130 | 44   |
| 2 | Égypte     | 8   | 5 | 4 | 0 | 1 | 150 | 118 | 32   |
| 3 | Croatie    | 7   | 5 | 3 | 1 | 1 | 171 | 143 | 28   |
| 4 | Bahreïn    | 4   | 5 | 2 | 0 | 3 | 137 | 160 | -23  |
| 5 | États-Unis | 2   | 5 | 1 | 0 | 4 | 113 | 162 | -49  |
| 6 | Belgique   | 0   | 5 | 0 | 0 | 5 | 132 | 164 | -32  |

| 19 janvier 2023 15h30 | États-Unis         | 27 – 32   | Bahreïn                  | Malmö Arena, Malmö Affluence : 1 891 Arbitrage : K. et R. Gasmi |
| 19 janvier 2023 15h30 | Samuel Hoddersen 6 | (13 - 17) | Husain Al-Sayyad (en) 11 | Malmö Arena, Malmö Affluence : 1 891 Arbitrage : K. et R. Gasmi |
| 19 janvier 2023 15h30 | ×1 ×3 ×1dont ×1    | Rapport   | ×4                       | Malmö Arena, Malmö Affluence : 1 891 Arbitrage : K. et R. Gasmi |

| 19 janvier 2023 18h00 | Égypte           | 33 – 28   | Belgique           | Malmö Arena, Malmö Affluence : 8 784 Arbitrage : Lah et Sok |
| 19 janvier 2023 18h00 | Mohsen Mahmoud 7 | (22 – 15) | Sébastien Danesi 9 | Malmö Arena, Malmö Affluence : 8 784 Arbitrage : Lah et Sok |
| 19 janvier 2023 18h00 | ×3               | Rapport   | ×1 ×4              | Malmö Arena, Malmö Affluence : 8 784 Arbitrage : Lah et Sok |

| 19 janvier 2023 20h30 | Danemark        | 32 – 32   | Croatie            | Malmö Arena, Malmö Affluence : 10 420 Arbitrage : García et Marín |
| 19 janvier 2023 20h30 | Simon Pytlick 9 | (15 – 16) | Marin Šipić (en) 9 | Malmö Arena, Malmö Affluence : 10 420 Arbitrage : García et Marín |
| 19 janvier 2023 20h30 | ×6              | Rapport   | ×2 ×7              | Malmö Arena, Malmö Affluence : 10 420 Arbitrage : García et Marín |

| 21 janvier 2023 15h30 | Bahreïn          | 22 – 26  | Égypte           | Malmö Arena, Malmö Affluence : 7 002 Arbitrage : García et Marín |
| 21 janvier 2023 15h30 | Ali Merza (en) 6 | (9 – 13) | Yehia El-Deraa 5 | Malmö Arena, Malmö Affluence : 7 002 Arbitrage : García et Marín |
| 21 janvier 2023 15h30 | ×2               | Rapport  | ×1 ×2            | Malmö Arena, Malmö Affluence : 7 002 Arbitrage : García et Marín |

| 21 janvier 2023 18h00 | Croatie         | 34 – 26   | Belgique        | Malmö Arena, Malmö Affluence : 11 008 Arbitrage : Kleven et Jørum |
| 21 janvier 2023 18h00 | Marin Jelinić 6 | (21 – 13) | Trois joueurs 4 | Malmö Arena, Malmö Affluence : 11 008 Arbitrage : Kleven et Jørum |
| 21 janvier 2023 18h00 | ×5              | Rapport   | ×3              | Malmö Arena, Malmö Affluence : 11 008 Arbitrage : Kleven et Jørum |

| 21 janvier 2023 20h30 | États-Unis         | 24 – 33   | Danemark          | Malmö Arena, Malmö Affluence : 12 482 Arbitrage : Grillo et Lencí |
| 21 janvier 2023 20h30 | Samuel Hoddersen 5 | (10 – 18) | Lukas Jørgensen 8 | Malmö Arena, Malmö Affluence : 12 482 Arbitrage : Grillo et Lencí |
| 21 janvier 2023 20h30 | ×4                 | Rapport   | ×2                | Malmö Arena, Malmö Affluence : 12 482 Arbitrage : Grillo et Lencí |

| 23 janvier 2023 15h30 | États-Unis       | 24 – 22   | Belgique        | Malmö Arena, Malmö Affluence : 4 725 Arbitrage : Schulze et Tönnies |
| 23 janvier 2023 15h30 | Quatre joueurs 4 | (14 – 12) | Ooms, Kötters 4 | Malmö Arena, Malmö Affluence : 4 725 Arbitrage : Schulze et Tönnies |
| 23 janvier 2023 15h30 | ×4               | Rapport   | ×1              | Malmö Arena, Malmö Affluence : 4 725 Arbitrage : Schulze et Tönnies |

| 23 janvier 2023 18h00 | Croatie               | 43 – 32   | Bahreïn        | Malmö Arena, Malmö Affluence : 11 542 Arbitrage : Kleven et Jørum |
| 23 janvier 2023 18h00 | Glavaš, Martinović 11 | (17 – 16) | Qasim Qambar 7 | Malmö Arena, Malmö Affluence : 11 542 Arbitrage : Kleven et Jørum |
| 23 janvier 2023 18h00 | ×1 ×3                 | Rapport   | ×4             | Malmö Arena, Malmö Affluence : 11 542 Arbitrage : Kleven et Jørum |

| 23 janvier 2023 20h30 | Égypte           | 25 – 30   | Danemark          | Malmö Arena, Malmö Affluence : 12 353 Arbitrage : Lah et Sok |
| 23 janvier 2023 20h30 | Mohab Abdelhak 6 | (12 – 17) | Gidsel, Pytlick 8 | Malmö Arena, Malmö Affluence : 12 353 Arbitrage : Lah et Sok |
| 23 janvier 2023 20h30 | ×5               | Rapport   | ×1 ×4             | Malmö Arena, Malmö Affluence : 12 353 Arbitrage : Lah et Sok |

## Phase finale
|  | Quarts de finale                 | Quarts de finale                 |                                  |                                  | Demi-finales                     | Demi-finales                     |    |  | Finale                           | Finale                           |
|  | Quarts de finale                 | Quarts de finale                 |                                  |                                  | Demi-finales                     | Demi-finales                     |    |  | Finale                           | Finale                           |
|  |                                  |                                  |                                  |                                  |                                  |                                  |    |  |                                  |                                  |
|  | 25 janvier 2023 20h30, Gdańsk    | 25 janvier 2023 20h30, Gdańsk    |                                  |                                  | 27 janvier 2023 21h00, Stockholm | 27 janvier 2023 21h00, Stockholm |    |  | 29 janvier 2023 21h00, Stockholm | 29 janvier 2023 21h00, Stockholm |
|  | 25 janvier 2023 20h30, Gdańsk    | 25 janvier 2023 20h30, Gdańsk    |                                  |                                  | 27 janvier 2023 21h00, Stockholm | 27 janvier 2023 21h00, Stockholm |    |  | 29 janvier 2023 21h00, Stockholm | 29 janvier 2023 21h00, Stockholm |
|  | France                           | 35                               |                                  |                                  | 27 janvier 2023 21h00, Stockholm | 27 janvier 2023 21h00, Stockholm |    |  | 29 janvier 2023 21h00, Stockholm | 29 janvier 2023 21h00, Stockholm |
|  | France                           | 35                               |                                  |                                  | 27 janvier 2023 21h00, Stockholm | 27 janvier 2023 21h00, Stockholm |    |  | 29 janvier 2023 21h00, Stockholm | 29 janvier 2023 21h00, Stockholm |
|  | Allemagne                        | 28                               |                                  |                                  | 27 janvier 2023 21h00, Stockholm | 27 janvier 2023 21h00, Stockholm |    |  | 29 janvier 2023 21h00, Stockholm | 29 janvier 2023 21h00, Stockholm |
|  | Allemagne                        | 28                               | France                           | 31                               |                                  |                                  |    |  | 29 janvier 2023 21h00, Stockholm | 29 janvier 2023 21h00, Stockholm |
|  | 25 janvier 2023 20h30, Stockholm |                                  | France                           | 31                               |                                  |                                  |    |  | 29 janvier 2023 21h00, Stockholm | 29 janvier 2023 21h00, Stockholm |
|  |                                  | Suède                            | 26                               |                                  |                                  |                                  |    |  | 29 janvier 2023 21h00, Stockholm | 29 janvier 2023 21h00, Stockholm |
|  | Suède                            | Suède                            | 26                               | 26                               |                                  |                                  |    |  | 29 janvier 2023 21h00, Stockholm | 29 janvier 2023 21h00, Stockholm |
|  | Suède                            |                                  |                                  | 26                               |                                  |                                  |    |  | 29 janvier 2023 21h00, Stockholm | 29 janvier 2023 21h00, Stockholm |
|  | Égypte                           | 22                               |                                  |                                  |                                  |                                  |    |  | 29 janvier 2023 21h00, Stockholm | 29 janvier 2023 21h00, Stockholm |
|  | Égypte                           | 22                               | France                           | 29                               |                                  |                                  |    |  |                                  |                                  |
|  | 25 janvier 2023 18h00, Gdańsk    |                                  | France                           | 29                               |                                  |                                  |    |  |                                  |                                  |
|  |                                  | Danemark                         | 34                               |                                  |                                  |                                  |    |  |                                  |                                  |
|  | Norvège                          | Danemark                         | 34                               | 34                               |                                  |                                  |    |  |                                  |                                  |
|  | Norvège                          | 27 janvier 2023 18h00, Gdańsk    |                                  | 34                               |                                  |                                  |    |  |                                  |                                  |
|  | Espagne                          | 35                               |                                  |                                  |                                  |                                  |    |  |                                  |                                  |
|  | Espagne                          | 35                               | Espagne                          | 23                               |                                  |                                  |    |  |                                  |                                  |
|  | 25 janvier 2023 18h00, Stockholm | 25 janvier 2023 18h00, Stockholm | Espagne                          | 23                               | Match pour la 3e place           | Match pour la 3e place           |    |  |                                  |                                  |
|  | 25 janvier 2023 18h00, Stockholm | 25 janvier 2023 18h00, Stockholm |                                  | Danemark                         | Match pour la 3e place           | Match pour la 3e place           | 26 |  |                                  |                                  |
|  | Danemark                         | 40                               | 29 janvier 2023 18h00, Stockholm | 29 janvier 2023 18h00, Stockholm |                                  |                                  | 26 |  |                                  |                                  |
|  | Danemark                         | 40                               | 29 janvier 2023 18h00, Stockholm | 29 janvier 2023 18h00, Stockholm |                                  |                                  |    |  |                                  |                                  |
|  | Hongrie                          | 23                               |                                  | Suède                            | 36                               |                                  |    |  |                                  |                                  |
|  | Hongrie                          | 23                               |                                  | Suède                            | 36                               |                                  |    |  |                                  |                                  |
|  |                                  |                                  |                                  |                                  |                                  |                                  |    |  | Espagne                          | 39                               |
|  |                                  |                                  |                                  |                                  |                                  |                                  |    |  | Espagne                          | 39                               |

### Quarts de finale
| 25 janvier 2023 18h00 | Norvège             | 34 – 35 (ap)       | Espagne                 | Ergo Arena, Gdańsk Affluence : 5 489 Arbitrage : Lah et Sok |
| 25 janvier 2023 18h00 | Kristian Bjørnsen 9 | (13 - 12, 25 - 25) | Ángel Fernández Pérez 8 | Ergo Arena, Gdańsk Affluence : 5 489 Arbitrage : Lah et Sok |
| 25 janvier 2023 18h00 | Prol. : 4-4, 5-6    |                    |                         | Ergo Arena, Gdańsk Affluence : 5 489 Arbitrage : Lah et Sok |
| 25 janvier 2023 18h00 | ×6                  | Rapport            | ×1 ×3                   | Ergo Arena, Gdańsk Affluence : 5 489 Arbitrage : Lah et Sok |

| 25 janvier 2023 18h00 | Danemark         | 40 – 23   | Hongrie            | Tele2 Arena, Stockholm Affluence : 11 338 Arbitrage : Brunner et Salah |
| 25 janvier 2023 18h00 | Mathias Gidsel 9 | (21 – 12) | Bodó (en), Lékai 6 | Tele2 Arena, Stockholm Affluence : 11 338 Arbitrage : Brunner et Salah |
| 25 janvier 2023 18h00 | ×3               | Rapport   | ×4                 | Tele2 Arena, Stockholm Affluence : 11 338 Arbitrage : Brunner et Salah |

| 25 janvier 2023 20h30 | France             | 35 – 28   | Allemagne        | Ergo Arena, Gdańsk Affluence : 5 262 Arbitrage : Hansen et Madsen |
| 25 janvier 2023 20h30 | Remili, Fabregas 5 | (16 – 16) | Johannes Golla 6 | Ergo Arena, Gdańsk Affluence : 5 262 Arbitrage : Hansen et Madsen |
| 25 janvier 2023 20h30 | ×3                 | Rapport   | ×1               | Ergo Arena, Gdańsk Affluence : 5 262 Arbitrage : Hansen et Madsen |

| 25 janvier 2023 20h30 | Suède           | 26 – 22  | Égypte                 | Tele2 Arena, Stockholm Affluence : 16 215 Arbitrage : García et Marín |
| 25 janvier 2023 20h30 | Niclas Ekberg 6 | (14 – 9) | Kaddah (en), Mahmoud 5 | Tele2 Arena, Stockholm Affluence : 16 215 Arbitrage : García et Marín |
| 25 janvier 2023 20h30 | ×4              | Rapport  | ×1                     | Tele2 Arena, Stockholm Affluence : 16 215 Arbitrage : García et Marín |

### Demi-finales
| 27 janvier 2023 18h00 | Espagne           | 23 – 26   | Danemark        | Ergo Arena, Gdańsk Affluence : 6 567 Arbitrage : Schulze et Tönnies |
| 27 janvier 2023 18h00 | Alex Dujshebaev 5 | (10 – 15) | Simon Pytlick 6 | Ergo Arena, Gdańsk Affluence : 6 567 Arbitrage : Schulze et Tönnies |
| 27 janvier 2023 18h00 | ×1 ×3             | Rapport   | ×3              | Ergo Arena, Gdańsk Affluence : 6 567 Arbitrage : Schulze et Tönnies |

| 27 janvier 2023 21h00 | France             | 31 – 26   | Suède                 | Tele2 Arena, Stockholm Affluence : 19 128 Arbitrage : Horáček et Novotný |
| 27 janvier 2023 21h00 | Ludovic Fabregas 6 | (16 – 12) | Eric Johansson (en) 5 | Tele2 Arena, Stockholm Affluence : 19 128 Arbitrage : Horáček et Novotný |
| 27 janvier 2023 21h00 | ×3                 | Rapport   | ×4 ×1                 | Tele2 Arena, Stockholm Affluence : 19 128 Arbitrage : Horáček et Novotný |

### Match pour la troisième place
| 29 janvier 2023 18h00 | Suède          | 36 – 39   | Espagne          | Tele2 Arena, Stockholm Affluence : 22 650 Arbitrage : C. et J. Bonaventura |
| 29 janvier 2023 18h00 | Hampus Wanne 9 | (22 – 18) | Adrià Figueras 9 | Tele2 Arena, Stockholm Affluence : 22 650 Arbitrage : C. et J. Bonaventura |
| 29 janvier 2023 18h00 | ×2 ×3          | Rapport   | ×1 ×5            | Tele2 Arena, Stockholm Affluence : 22 650 Arbitrage : C. et J. Bonaventura |

### Finale
| 29 janvier 2023 21h00 | France         | 29 – 34   | Danemark        | Tele2 Arena, Stockholm Affluence : 23 050 Arbitrage : Nachevski et Nikolov |
| 29 janvier 2023 21h00 | Nedim Remili 6 | (15 – 16) | Rasmus Lauge 10 | Tele2 Arena, Stockholm Affluence : 23 050 Arbitrage : Nachevski et Nikolov |
| 29 janvier 2023 21h00 | ×3             | Rapport   | ×1 ×4           | Tele2 Arena, Stockholm Affluence : 23 050 Arbitrage : Nachevski et Nikolov |

### Matchs de classement pour la5eà8eplace
|  | Demi-finales de classement       | Demi-finales de classement       |                        |    | Match pour la 5e place           | Match pour la 5e place           |
|  | Demi-finales de classement       | Demi-finales de classement       |                        |    | Match pour la 5e place           | Match pour la 5e place           |
|  |                                  |                                  |                        |    |                                  |                                  |
|  | 27 janvier 2023 15h30, Stockholm | 27 janvier 2023 15h30, Stockholm |                        |    | 29 janvier 2023 13h00, Stockholm | 29 janvier 2023 13h00, Stockholm |
|  | 27 janvier 2023 15h30, Stockholm | 27 janvier 2023 15h30, Stockholm |                        |    | 29 janvier 2023 13h00, Stockholm | 29 janvier 2023 13h00, Stockholm |
|  | Allemagne                        | 35                               |                        |    | 29 janvier 2023 13h00, Stockholm | 29 janvier 2023 13h00, Stockholm |
|  | Allemagne                        | 35                               |                        |    | 29 janvier 2023 13h00, Stockholm | 29 janvier 2023 13h00, Stockholm |
|  | Égypte                           | 34                               |                        |    | 29 janvier 2023 13h00, Stockholm | 29 janvier 2023 13h00, Stockholm |
|  | Égypte                           | 34                               | Allemagne              | 28 |                                  |                                  |
|  | 27 janvier 2023 18h00, Stockholm |                                  | Allemagne              | 28 |                                  |                                  |
|  |                                  | Norvège                          | 24                     |    |                                  |                                  |
|  | Norvège                          | Norvège                          | 24                     | 33 |                                  |                                  |
|  | Norvège                          |                                  |                        | 33 |                                  |                                  |
|  | Hongrie                          | 25                               |                        |    |                                  |                                  |
|  | Hongrie                          | 25                               | Match pour la 7e place |    |                                  |                                  |
|  |                                  |                                  |                        |    |                                  |                                  |
|  | 29 janvier 2023 15h30, Stockholm |                                  |                        |    |                                  |                                  |
|  |                                  |                                  |                        |    |                                  |                                  |
|  | Égypte                           | 36                               |                        |    |                                  |                                  |
|  | Égypte                           | 36                               |                        |    |                                  |                                  |
|  | Hongrie                          | 35                               |                        |    |                                  |                                  |
|  | Hongrie                          | 35                               |                        |    |                                  |                                  |

Demi-finales de classement
| 27 janvier 2023 15h30 | Allemagne     | 35 – 34 (ap)       | Égypte           | Tele2 Arena, Stockholm Affluence : 3 604 Arbitrage : Nachevski et Nikolov |
| 27 janvier 2023 15h30 | Juri Knorr 7  | (17 – 14, 30 – 30) | El-Deraa, Zein 7 | Tele2 Arena, Stockholm Affluence : 3 604 Arbitrage : Nachevski et Nikolov |
| 27 janvier 2023 15h30 | Prol. : 5 – 4 |                    |                  | Tele2 Arena, Stockholm Affluence : 3 604 Arbitrage : Nachevski et Nikolov |
| 27 janvier 2023 15h30 | ×1 ×4 ×1      | Rapport            | ×1               | Tele2 Arena, Stockholm Affluence : 3 604 Arbitrage : Nachevski et Nikolov |

| 27 janvier 2023 18h00 | Norvège          | 33 – 25   | Hongrie      | Tele2 Arena, Stockholm Affluence : 9 081 Arbitrage : C. Bonaventura et J. Bonaventura |
| 27 janvier 2023 18h00 | Sander Sagosen 7 | (16 – 13) | Máté Lékai 6 | Tele2 Arena, Stockholm Affluence : 9 081 Arbitrage : C. Bonaventura et J. Bonaventura |
| 27 janvier 2023 18h00 | ×2               | Rapport   | ×1 ×2 ×1     | Tele2 Arena, Stockholm Affluence : 9 081 Arbitrage : C. Bonaventura et J. Bonaventura |

Match pour la 5e place
| 29 janvier 2023 13h00 | Allemagne               | 28 – 24   | Norvège           | Tele2 Arena, Stockholm Affluence : 6 260 Arbitrage : García et Marín |
| 29 janvier 2023 13h00 | Häfner, Golla, Witzke 5 | (16 – 13) | Magnus Gullerud 6 | Tele2 Arena, Stockholm Affluence : 6 260 Arbitrage : García et Marín |
| 29 janvier 2023 13h00 | ×4                      | Rapport   | ×1 ×2             | Tele2 Arena, Stockholm Affluence : 6 260 Arbitrage : García et Marín |

Match pour la 7e place
| 29 janvier 2023 15h30 | Égypte               | 36 – 35 (ap)       | Hongrie       | Tele2 Arena, Stockholm Affluence : 8 980 Arbitrage : Kurtagic et Wetterwik |
| 29 janvier 2023 15h30 | Ali Zein 12          | (17 – 11, 28 – 28) | Bodó, Lékai 7 | Tele2 Arena, Stockholm Affluence : 8 980 Arbitrage : Kurtagic et Wetterwik |
| 29 janvier 2023 15h30 | Prol. : 3 – 3, 5 – 4 |                    |               | Tele2 Arena, Stockholm Affluence : 8 980 Arbitrage : Kurtagic et Wetterwik |
| 29 janvier 2023 15h30 | ×1 ×3                | Rapport            | ×2 ×6         | Tele2 Arena, Stockholm Affluence : 8 980 Arbitrage : Kurtagic et Wetterwik |

## Classement final
Les équipes sont classées selon les critères suivants :
- Places 1 à 8 : suivant leurs résultats lors de la phase finale ;
- Places 9 à 24 : les équipes ayant terminé troisième du tour principal sont classées de la 9e à la 12e place, les quatrièmes de la 13e à la 16e place, les cinquièmes de la 17e à la 20e place et les sixièmes de la 21e à la 24e place. Pour départager les quatre équipes, il faut considérer :
  1. le nombre de points gagnés (lors du tour principal) ;
  2. la différence de buts lors du tour principal ;
  3. le plus grand nombre de buts marqués lors du tour principal ;
  4. le cas échéant, les équipes sont départagées en fonction du nombre de points marqués, puis de la différence de buts et enfin du  plus grand nombre de buts marqués lors du tour préliminaire.
  5. en dernier recours, le départage est fait au tirage au sort.
- Places 25 à 32 : suivant leurs résultats lors des matchs de classement à l'issue de la Coupe du Président.

Le vainqueur est directement qualifié pour les Jeux olympiques de 2024. Les équipes classées de la 2e à la 7e place obtiennent le droit de participer à des tournois de qualification olympique (TQO). Si une ou plusieurs équipes sont déjà qualifiées pour ces Jeux olympiques via une autre compétition figure parmi les 7 premiers, la ou les place(s) sont redistribuées au 8e, etc.
Le classement final est :
| Rang                      | Équipe            | J | G | N | P | Bp  | Bc  | Diff | Commentaire                                              |
| ------------------------- | ----------------- | - | - | - | - | --- | --- | ---- | -------------------------------------------------------- |
| Médaille d'or, monde      | Danemark          | 9 | 8 | 1 | 0 | 308 | 226 | 82   | Qualifié pour les JO 2024 et pays hôte du Mondial 2025   |
| Médaille d'argent, monde  | France            | 9 | 8 | 0 | 1 | 301 | 245 | 56   | Pays hôte des JO 2024                                    |
| Médaille de bronze, monde | Espagne           | 9 | 7 | 0 | 2 | 280 | 246 | 34   | Qualifié pour un TQO                                     |
| 4                         | Suède             | 9 | 7 | 0 | 2 | 299 | 237 | 62   | Qualifié pour les JO 2024 via un championnat continental |
|                           |                   |   |   |   |   |     |     |      |                                                          |
| 5                         | Allemagne         | 9 | 7 | 0 | 2 | 291 | 247 | 44   | Qualifié pour un TQO                                     |
| 6                         | Norvège           | 9 | 7 | 0 | 2 | 278 | 233 | 45   | Qualifié pour un TQO                                     |
| 7                         | Égypte            | 9 | 6 | 0 | 3 | 272 | 233 | 39   | Qualifié pour les JO 2024 via un championnat continental |
| 8                         | Hongrie           | 9 | 4 | 0 | 5 | 266 | 283 | -17  | Qualifié pour un TQO                                     |
|                           |                   |   |   |   |   |     |     |      |                                                          |
| 9                         | Croatie           | 6 | 4 | 1 | 1 | 207 | 167 | 40   | Qualifié pour un TQO                                     |
| 10                        | Slovénie          | 6 | 4 | 0 | 2 | 191 | 152 | 39   | Qualifié pour un TQO                                     |
| 11                        | Serbie            | 6 | 4 | 0 | 2 | 191 | 168 | 23   |                                                          |
| 12                        | Islande           | 6 | 4 | 0 | 2 | 207 | 183 | 24   |                                                          |
| 13                        | Portugal          | 6 | 3 | 1 | 2 | 178 | 157 | 21   |                                                          |
| 14                        | Pays-Bas          | 6 | 3 | 0 | 3 | 177 | 165 | 12   |                                                          |
| 15                        | Pologne           | 6 | 3 | 0 | 3 | 150 | 151 | -1   |                                                          |
| 16                        | Bahreïn           | 6 | 2 | 1 | 3 | 164 | 187 | -23  |                                                          |
| 17                        | Brésil            | 6 | 2 | 1 | 3 | 173 | 175 | -2   |                                                          |
| 18                        | Monténégro        | 6 | 2 | 0 | 4 | 161 | 187 | -26  |                                                          |
| 19                        | Argentine         | 6 | 2 | 0 | 4 | 142 | 176 | -34  | Qualifié pour les JO 2024 via un championnat continental |
| 20                        | États-Unis        | 6 | 2 | 0 | 4 | 141 | 189 | -48  |                                                          |
| 21                        | Belgique          | 6 | 1 | 0 | 5 | 163 | 193 | -30  |                                                          |
| 22                        | Qatar             | 6 | 1 | 0 | 5 | 149 | 177 | -28  |                                                          |
| 23                        | Cap-Vert          | 6 | 1 | 0 | 5 | 171 | 206 | -35  |                                                          |
| 24                        | Iran              | 6 | 1 | 0 | 5 | 150 | 198 | -48  |                                                          |
|                           |                   |   |   |   |   |     |     |      |                                                          |
| 25                        | Tunisie           | 7 | 4 | 1 | 2 | 208 | 196 | 12   |                                                          |
| 26                        | Chili             | 7 | 3 | 0 | 4 | 202 | 205 | -3   |                                                          |
| 27                        | Macédoine du Nord | 7 | 3 | 0 | 4 | 221 | 224 | -3   |                                                          |
| 28                        | Corée du Sud      | 7 | 2 | 0 | 5 | 206 | 227 | -21  |                                                          |
| 29                        | Arabie saoudite   | 7 | 2 | 0 | 5 | 172 | 218 | -46  |                                                          |
| 30                        | Maroc             | 7 | 1 | 0 | 6 | 178 | 223 | -45  |                                                          |
| 31                        | Algérie           | 7 | 1 | 0 | 6 | 183 | 233 | -50  |                                                          |
| 32                        | Uruguay           | 7 | 0 | 0 | 7 | 175 | 248 | -73  |                                                          |

Ainsi, le Danemark est directement qualifié pour les Jeux olympiques de 2024. La France, finaliste, étant qualifié d'office pour ces Jeux olympiques en tant que pays organisateur, les équipes classées de la 3e à la 8e place obtiennent le droit de participer à des tournois de qualification olympique (TQO). Du fait des qualifications de la Suède et de l'Égypte pour les JO 2024 via un championnat continental, la Croatie et la Slovénie héritent finalement des deux dernières places pour un TQO.
Le vainqueur, le Danemark, étant déjà qualifié pour le Championnat du monde 2025 en tant que pays hôte, il n'y a aucun pays directement qualifié et sa fédération continentale (l'Europe) reçoit une place supplémentaire.

## Statistiques et récompenses

### Équipe-type
| Wolf Fernández Fabregas Ekberg Pytlick Remili Dujshebaev Meilleur joueur : Mathias Gidsel Meilleur jeune joueur : Juri Knorr Meilleur buteur : Gidsel , 60 buts              |
| Équipe-type du championnat du monde 2023 |
| · Wolf · Fernández · Fabregas · Ekberg · Pytlick · Remili · Dujshebaev Meilleur joueur : Mathias Gidsel Meilleur jeune joueur : Juri Knorr Meilleur buteur : Gidsel, 60 buts |

L'équipe-type du tournoi, désignée après la finale, est composée des joueurs suivants : 
- Meilleur joueur :  Mathias Gidsel
- Meilleur gardien de but :  Andreas Wolff
- Meilleur ailier droit :  Niclas Ekberg
- Meilleur arrière droit :  Alex Dujshebaev
- Meilleur demi-centre :  Nedim Remili
- Meilleur pivot :  Ludovic Fabregas
- Meilleur arrière gauche :  Simon Pytlick
- Meilleur ailier gauche :  Ángel Fernández
- Meilleur jeune joueur :  Juri Knorr

### Statistiques collectives
- Meilleure attaque :  Danemark (308 buts marqués en 9 matches),  Croatie et  Islande (34,5 buts marqués/match)
- Moins bonne attaque :  États-Unis (141 buts marqués en 6 matches, 23,5 buts marqués/match)
- Meilleure défense :  Pologne (151 buts encaissés en 6 matches),  Danemark (25,1 buts encaissés/match)
- Moins bonne défense :  Hongrie (283 buts encaissés en 9 matches),  Uruguay (35,4 buts encaissés/match)

### Statistiques individuelles
| Rang | Joueur             | Équipe    | Buts | Tirs | %      | 7m      | MJ | Moy. |
| ---- | ------------------ | --------- | ---- | ---- | ------ | ------- | -- | ---- |
| 1    | Mathias Gidsel     | Danemark  | 60   | 80   | 75,0 % | -       | 9  | 6,7  |
| 2    | Erwin Feuchtmann   | Chili     | 54   | 77   | 70,1 % | 21 / 25 | 7  | 7,7  |
| 3    | Juri Knorr         | Allemagne | 53   | 85   | 62,4 % | 23 / 25 | 9  | 5,9  |
| 4    | Simon Pytlick      | Danemark  | 51   | 70   | 72,9 % | -       | 9  | 5,7  |
| 5    | Bjarki Már Elísson | Islande   | 45   | 59   | 76,3 % | 11 / 11 | 6  | 7,5  |
| 6    | Alex Dujshebaev    | Espagne   | 44   | 65   | 67,7 % | -       | 9  | 4,9  |
| 6    | Kay Smits          | Pays-Bas  | 44   | 66   | 66,7 % | 13 / 17 | 6  | 7,3  |
| 6    | Richárd Bodó (en)  | Hongrie   | 44   | 74   | 59,5 % | -       | 9  | 4,9  |
| 9    | Mikkel Hansen      | Danemark  | 41   | 60   | 68,3 % | 18 / 24 | 9  | 4,6  |
| 9    | Ali Zein           | Égypte    | 41   | 64   | 64,1%  | 13 / 14 | 9  | 4,6  |

| Rang | Joueur             | Équipe    | Passes | MJ | Moy. |
| ---- | ------------------ | --------- | ------ | -- | ---- |
| 1    | Juri Knorr         | Allemagne | 52     | 9  | 5,8  |
| 2    | Sander Sagosen     | Norvège   | 49     | 9  | 5,4  |
| 3    | Mathias Gidsel     | Danemark  | 42     | 9  | 4,7  |
| 4    | Nedim Remili       | France    | 40     | 9  | 4,4  |
| 5    | Gísli Kristjánsson | Islande   | 39     | 6  | 6,5  |
| 6    | Jim Gottfridsson   | Suède     | 37     | 7  | 5,3  |
| 6    | Alex Dujshebaev    | Espagne   | 37     | 9  | 4,1  |
| 8    | Mikkel Hansen      | Danemark  | 36     | 9  | 4,0  |
| 9    | Luka Cindrić       | Croatie   | 33     | 6  | 5,5  |
| 10   | Rui Silva (en)     | Portugal  | 32     | 6  | 5,3  |

| Rang | Joueur                   | Équipe    | %      | Arrêts | Tirs | MJ | Moy. |
| ---- | ------------------------ | --------- | ------ | ------ | ---- | -- | ---- |
| 1    | Tobias Thulin (en)       | Suède     | 39,0 % | 39     | 100  | 7  | 5,6  |
| 2    | Rémi Desbonnet           | France    | 37,9 % | 36     | 95   | 8  | 4,5  |
| 3    | Torbjørn Bergerud        | Norvège   | 36,8 % | 81     | 220  | 9  | 9,0  |
| 4    | Andreas Wolff            | Allemagne | 36,7 % | 112    | 305  | 9  | 12,4 |
| 5    | Mateusz Kornecki (en)    | Pologne   | 36,6 % | 30     | 82   | 3  | 10,0 |
| 6    | Andreas Palicka          | Suède     | 35,6 % | 72     | 202  | 7  | 10,3 |
| 7    | Abdelrahman Homayed (en) | Égypte    | 34,8 % | 31     | 89   | 7  | 4,4  |
| 8    | Niklas Landin Jacobsen   | Danemark  | 34,4 % | 88     | 256  | 9  | 9,8  |
| 9    | Urban Lesjak (en)        | Slovénie  | 34,2 % | 50     | 146  | 6  | 8,3  |
| 10   | Kevin Møller             | Danemark  | 33,3 % | 27     | 81   | 9  | 3,0  |

## Effectifs des équipes sur le podium

### Champion du monde:Danemark
L'effectif de l'équipe du Danemark, championne du monde, est, :
- Niklas Landin Jacobsen
- Niclas Kirkeløkke
- Magnus Landin Jacobsen
- Emil Jakobsen
- Rasmus Lauge
- Magnus Saugstrup
- Hans Lindberg
- Mathias Gidsel
- Kevin Møller
- Henrik Møllgaard
- Mads Mensah Larsen
- Mikkel Hansen
- Lukas Jørgensen
- Jóhan Hansen
- Michael Damgaard
- Jacob Holm
- Simon Hald
- Mads Hoxer
- Simon Pytlick
- Lasse Møller

Entraîneur :
- Nikolaj Bredahl Jacobsen

### Vice-champion du monde:France
L'effectif de l'équipe de France, vice-championne du monde, est, :
- Yanis Lenne
- Nedim Remili
- Romain Lagarde
- Elohim Prandi
- Melvyn Richardson
- Dika Mem
- Nicolas Tournat
- Vincent Gérard
- Nikola Karabatic
- Kentin Mahé
- Mathieu Grébille
- Charles Bolzinger
- Luka Karabatic
- Ludovic Fabregas
- Valentin Porte
- Dylan Nahi
- Thibaud Briet
- Rémi Desbonnet

Entraîneur :
- Guillaume Gille

### Troisième:Espagne
L'effectif de l'équipe d'Espagne, médaille de bronze, est, :
- Gonzalo Pérez de Vargas
- Iñaki Peciña
- Jorge Maqueda
- Ángel Fernández Pérez
- Alex Dujshebaev
- Rodrigo Corrales
- Ferrán Solé
- Adrià Figueras
- Imanol Garciandia
- Abel Serdio
- Joan Cañellas
- Agustín Casado
- Gedeón Guardiola
- Pol Valera
- Ian Tarrafeta
- Miguel Sánchez-Migallón
- Daniel Dujshebaev
- Kauldi Odriozola
- Daniel Fernández Jiménez

Entraîneur :
- Jordi Ribera